# Andrey Rublev
Ne doit pas être confondu avec Andreï Roublev ou Andreï Roublev (film).
Andrey Andreyevich Rublyov (en russe : Андрей Андреевич Рублёв) dit Andrey Rublev, né le 20 octobre 1997 à Moscou, est un joueur de tennis russe, professionnel depuis 2014.
Grand espoir du tennis russe, il fait son entrée dans le top 50 mondial à 19 ans. Il est le vainqueur de dix-sept titres ATP en simple dont deux tournois ATP 1000 et six tournois ATP 500.
Il a atteint les quarts de finale dans les quatre tournois du Grand Chelem.
Il est membre de l'équipe de Russie de Coupe Davis depuis 2014 et a remporté l'épreuve en 2021.

## Biographie
Andrey Rublev est le fils d'Andrey Sr., ancien boxeur devenu restaurateur, et de Marina Marenko, professeure de tennis.
Il commence le tennis à l'âge de trois ans. Il est entraîné par l'ancien joueur Espagnol Fernando Vicente.
Le 25 février 2022, alors que son pays attaque l'Ukraine et après avoir gagné son match de demi-finale à l'Open de Dubaï, il écrit sur l'une des caméras No War Please.

## Carrière

### 2014-2016. Numéro 1 mondial et champion du monde junior et débuts prometteurs chez les professionnels
Andrey Rublev remporte en 2014 le tournoi junior de Roland-Garros en battant l'Espagnol Jaume Munar (6-2, 7-5). À Wimbledon, il atteint la finale en double. Il obtient deux médailles lors des Jeux olympiques de la jeunesse : le bronze en simple et l'argent en double garçons avec Karen Khachanov. Il termine la saison à la première place mondiale en junior et est déclaré champion du monde ITF.
En 2015, il participe à son premier Masters 1000 à Miami, invité par les organisateurs. Alors classé 389e mondial, il bat au premier tour l'Espagnol Pablo Carreño-Busta (1-6, 6-1, 6-4) avant de perdre au tour suivant contre John Isner. Il remporte ensuite la toute première édition du Masters Junior en gagnant en finale face à Taylor Fritz (62-7, 6-3, 6-4).
Le 21 avril, il signe sa troisième victoire sur le circuit principal à l'ATP 500 de Barcelone en s'imposant face à Fernando Verdasco (7-64, 6-3), alors 37e mondial, puis bute en trois sets au tour suivant contre un autre terrien, l'Italien Fabio Fognini (3-6, 6-4, 6-1). Mi-mai, il manque une balle de match contre le n°10 mondial Marin Čilić au deuxième tour du tournoi de Genève. Le 19 juillet, il remporte le simple décisif pour la Russie en Coupe Davis face à l'Espagnol Pablo Andújar (32e mondial), pour son deuxième simple à enjeu seulement dans l'épreuve (6-4, 7-64, 6-3) en 2 h 3 min. Il envoie ainsi son pays en barrage d'accession pour le groupe mondial. En août, il se qualifie pour son premier tournoi du Grand Chelem à l'US Open. Il perd cependant dès le premier tour face au grand serveur Sud-africain Kevin Anderson, futur quart de finaliste, dans un match assez serré (7-61, 65-7, 7-5, 6-3). Fin octobre, il remporte l'épreuve de double de la Coupe du Kremlin avec Dmitri Toursounov, devenant le plus jeune joueur titré dans un tournoi ATP de double depuis 2004.
Fin février 2016, Andrey Rublev participe au Challenger de Quimper en passant par les qualifications en raison d'une inscription tardive. Il parvient à atteindre la finale où il affronte Paul-Henri Mathieu, tête de série numéro 1. Alors qu'il était mené d'un set et d'un break, il remporte finalement la partie 66-7, 6-4, 6-4 en 2 h 26 min, et s'adjuge ainsi son premier titre Challenger à seulement 18 ans. Il rejoint alors le cercle très fermé des joueurs nés en 1997 titrés dans cette catégorie, avec Alexander Zverev et Taylor Fritz. S'il n'obtient pas autant de succès en tournoi ATP que la saison précédente, il parvient cependant à se distinguer sur des tournois Challenger en étant demi-finaliste à Orléans et finaliste à Mouilleron-le-Captif après avoir battu Benoît Paire.

### 2017. Révélation, premier titre en simple et quart de finale à l'US Open
En 2017, Andrey Rublev passe tout d'abord le premier tour de l'Open d'Australie en éliminant Lu Yen-hsun mais chute lourdement contre le n°1 mondial Andy Murray (6-3, 6-0, 6-2). Il atteint ensuite la finale du Challenger de Rennes, ainsi que les demi-finales à Irving. Sur gazon, il est d'abord quart de finaliste à Halle en battant le 22e mondial Albert Ramos-Viñolas (61-7, 7-5, 6-4) et son compatriote Mikhail Youzhny (6-0, 3-6, 6-3), avant de s'incliner contre Karen Khachanov (68-7, 6-4, 3-6). À Wimbledon, il passe un tour avant de retrouver Albert Ramos contre lequel il s'incline au terme d'un gros match (5-7, 7-66, 6-4, 3-6, 4-6).

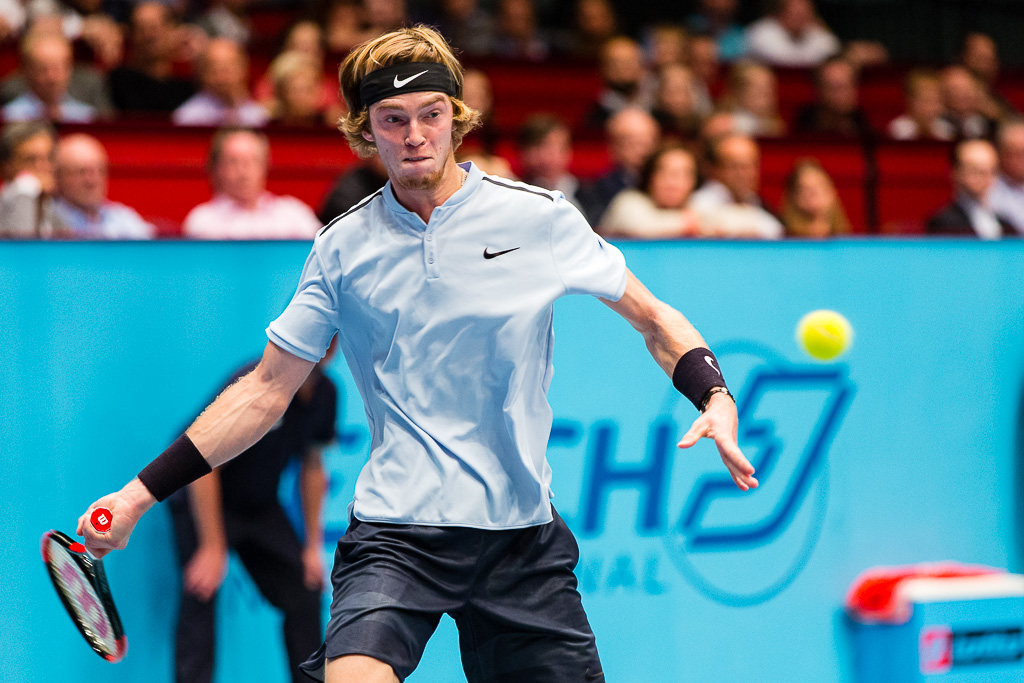
Andrey Rublev au tournoi de Vienne en 2017.

En juillet, il participe au tournoi d'Umag sur terre battue. Après avoir perdu au dernier tour des qualifications, il est repêché en tant que lucky loser à la suite du forfait de Borna Ćorić. Il réussit ensuite à sortir en quart de finale le tenant du titre Fabio Fognini à l'issue d'un match disputé (65-7, 6-2, 7-62), puis en demi-finale l'invité Ivan Dodig. En finale, il domine Paolo Lorenzi en 1 h 16 (6-4, 6-2) et devient ainsi le premier lucky loser à triompher dans un tournoi du circuit principal depuis Rajeev Ram, à Newport en 2009. Il intègre le top 50 à l'issue du tournoi.
Il se révèle au grand public lors de l'US Open, où il réalise l'exploit d'éliminer au second tour le 9e mondial, Grigor Dimitrov (7-5, 7-63, 6-3). Il bat ensuite Damir Džumhur (6-4, 6-4, 5-7, 6-4), puis le David Goffin (7-5, 7-63, 6-3) alors 14e mondial, pour se qualifier en quart de finale. C'est le plus jeune joueur à atteindre ce stade de la compétition à l'US Open depuis Andy Roddick en 2001. Il s'incline lourdement (1-6, 2-6, 2-6) en 1 h 36 min face au no 1 mondial et son idole Rafael Nadal. Il reconnaît après le match s'être pris « une leçon » de la part de l'Espagnol.
À Pékin, il vainc Jack Sock (3-6, 6-1, 6-2) et Tomáš Berdych (1-6, 6-4, 6-1), avant de s'incliner en quart de finale face au 4e mondial, Alexander Zverev (6-2, 6-3). Qualifié pour la première édition du Masters Next Gen à Milan, il remporte deux matchs de poule contre le local Gianluigi Quinzi et le Canadien Denis Shapovalov mais s'incline contre Chung Hyeon. En demi-finale, il vainc facilement Borna Ćorić (4-1, 4-36, 4-1) et retrouve Chung en finale contre lequel il s'incline à nouveau (4-35, 32-4, 2-4, 2-4).

### 2018-2019. Deux saisons marquées par des blessures, deuxième titre en simple

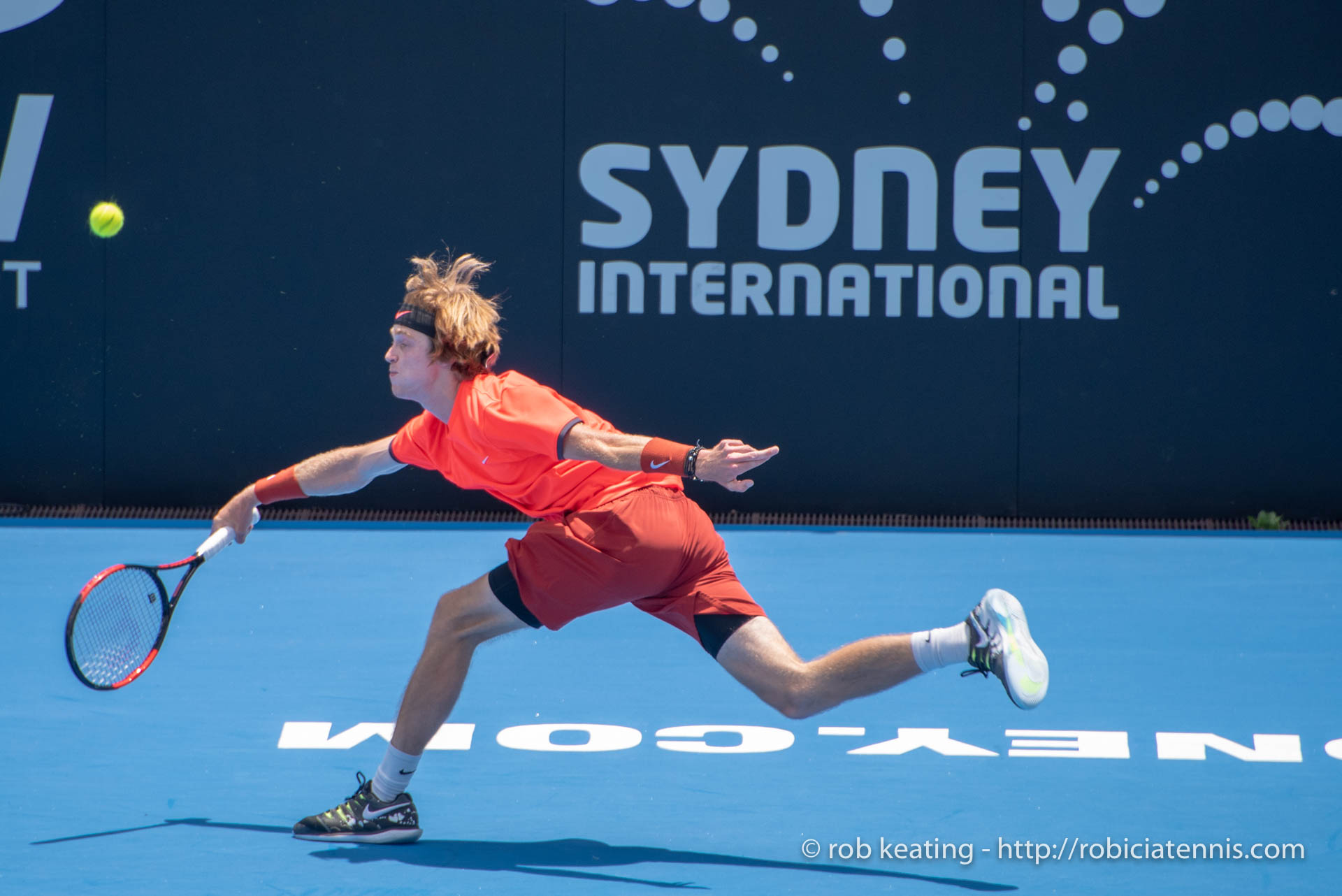
Andrey Rublev au tournoi de Sydney en 2018.

Pour son premier tournoi officiel de l'année, Andrey Rublev dispute l'Open de Doha. Il atteint la finale après avoir notamment battu Fernando Verdasco, ainsi que Guido Pella en demi-finale au terme d'un match accroché de deux heures et demie (6-2, 4-6, 7-62). Il s'incline en finale face à Gaël Monfils (6-2, 6-3) au bout d'une heure de jeu. Lors de l'Open d'Australie, il écarte le vétéran David Ferrer au premier tour après un marathon de 3 h 50 min (7-5, 66-7, 6-2, 66-7, 6-2). Il échoue au troisième tour en quatre sets contre Grigor Dimitrov (6-3, 4-6, 6-4, 6-4). Il enchaîne ensuite avec deux quarts de finale en salle à Montpellier et Rotterdam où il bat le no 1 français Lucas Pouille. Lors de sa tournée nord-américaine, il connaît trois contre-performances, ne remportant aucun match et se blessant au dos à Miami. Après avoir perdu un match de près de trois heures contre Dominic Thiem à Monte-Carlo, il déclare forfait pour le reste de la tournée sur terre battue en raison d'une fracture de fatigue aux lombaires, ainsi que pour le tournoi de Wimbledon. Il reprend timidement la compétition mi-juillet et parvient tout de même à se hisser en demi-finale du tournoi de Washington. Il est en revanche battu au premier tour des autres tournois qu'il dispute, ne remportant que trois autres matchs jusqu'à la fin de la saison. Il participe une nouvelle fois au Masters Next Gen où il s'incline cette fois-ci en demi-finales contre Stéfanos Tsitsipás (4-33, 35-4, 4-0, 2-4, 4-32) et prend la troisième place du tournoi.

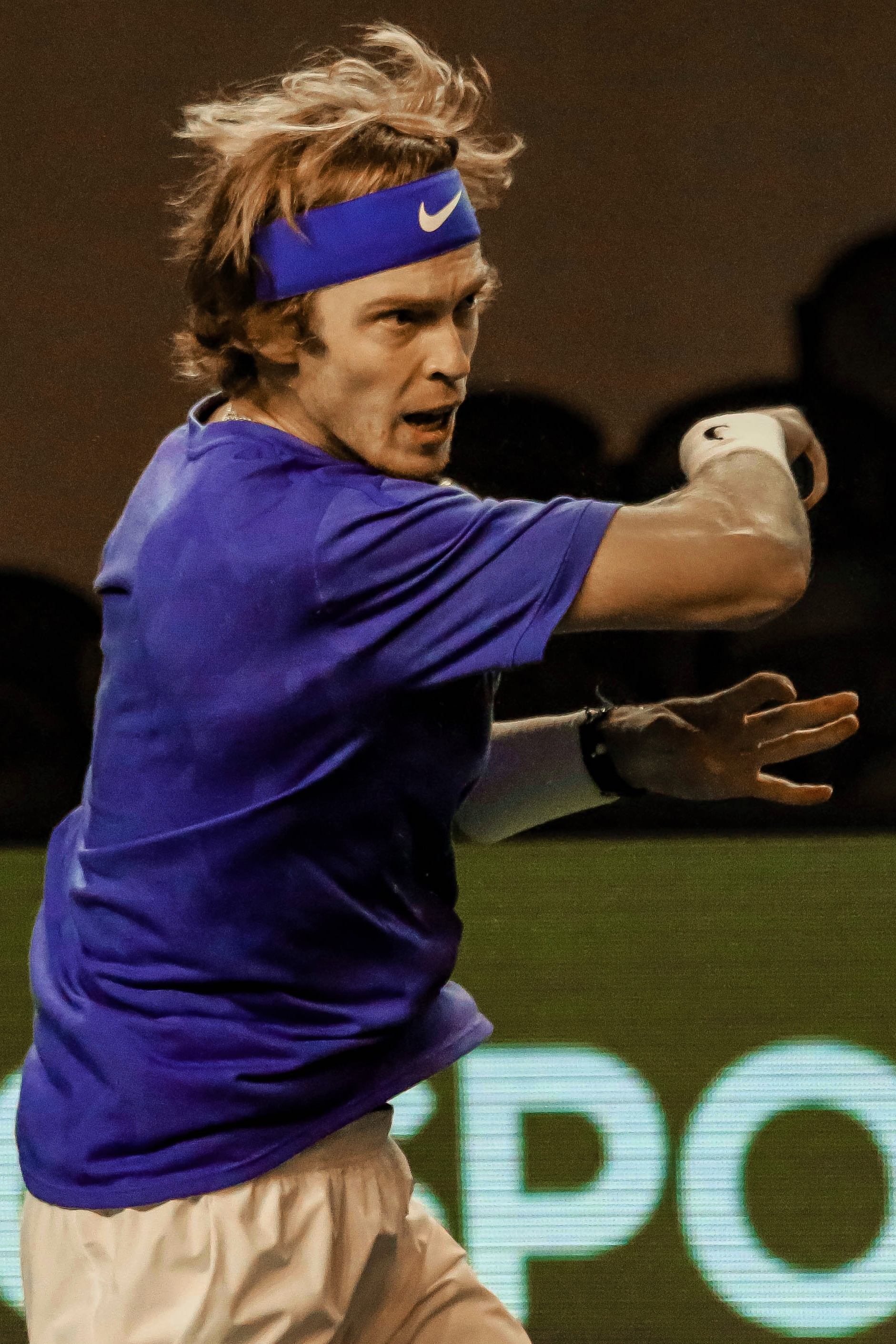
Andrey Rublev au Masters de Paris en 2019.

Retombé au 115e rang en février 2019, Andrey Rublev décide de s'aligner au Challenger d'Indian Wells et atteint facilement la finale où il est néanmoins dominé par Kyle Edmund (6-3, 6-2). Lors du Masters de Miami, il s'extirpe des qualifications et bat le 11e mondial Marin Čilić au deuxième tour (6-4, 6-4). La semaine précédente, il avait déjà été jusqu'au troisième tour du Masters 1000 d'Indian Wells, où il avait perdu face à son compatriote et ami Karen Khachanov. Sa saison sur terre battue est cependant une nouvelle fois perturbée par des douleurs au poignet droit qui le font manquer Roland-Garros pour la deuxième année consécutive. Il fait son retour sur gazon où il connait un parcours délicat, s'inclinant dès les qualifications à Halle et Eastbourne. À Wimbledon, il parvient à passer un tour, dominant Cristian Garín en quatre sets. Il s'incline toutefois au tour suivant contre Sam Querrey. Il rebondit à Hambourg où il se distingue avec une victoire sur Dominic Thiem (7-63, 7-65). Il est battu en finale par le tenant du titre Nikoloz Basilashvili (7-5, 4-6, 6-3). Il réalise un nouveau coup d'éclat deux semaines plus tard à Cincinnati en battant tout d'abord Stanislas Wawrinka (6-4, 6-4), puis le no 3 mondial et multiple vainqueur du tournoi Roger Federer (6-3, 6-4) en une heure de jeu. Il est finalement stoppé en quart de finale par Daniil Medvedev (6-2, 6-3), résultat qui lui permet toutefois de retrouver le top 50. Il enchaîne sur sa lancée avec un quart de finale à Winston-Salem et un huitième de finale à l'US Open où il écarte le no 8 mondial Stéfanos Tsitsipás au premier tour (6-4, 65-7, 7-67, 7-5) ainsi que Nick Kyrgios au troisième (7-65, 7-65, 6-3). Il poursuit avec un quart de finale au tournoi de Saint-Pétersbourg et un huitième de finale au Masters de Shanghai. En octobre, il remporte à domicile le deuxième titre de sa carrière à Moscou en dominant Adrian Mannarino en finale (6-4, 6-0) le jour de son anniversaire. À Vienne, il rejoint un nouveau quart de finale en ATP 500, mais s'incline une fois de plus face à Berrettini. En fin d'année, il mène son pays jusqu'en demi-finale de la Coupe Davis grâce à ses quatre victoires en simple. Il conclut sa saison au 23e rang mondial.

### 2020. 5 titres, régularité en Grand Chelem et entrée dans le top 8
Andrey Rublev réalise un début de saison impressionnant en remportant deux nouveaux titres sur les deux premières semaines de la saison à Doha en battant en finale le Français Corentin Moutet (6-2, 7-63) et à Adélaïde en battant le qualifié Lloyd Harris (6-3, 6-0) facilement en finale mais étant passé non loin de la défaite au tour précédent face à Félix Auger-Aliassime (7-65, 67-7, 6-4). Cette performance de gagner deux titres en deux semaines n'avait plus été accomplie depuis 2004.
À l'Open d'Australie, il se qualifie pour les huitièmes en battant la tête de série numéro 11, David Goffin (2-6, 7-63, 6-4, 7-64), mais y est battu par Alexander Zverev (4-6, 4-6, 4-6) en 1 h 37.
Lors de la reprise du circuit interrompu pour cause de la pandémie de Covid-19, il fait forte impression à l'US Open en arrivant en huitièmes de finale au bout d'1 h 24 de jeu face à Salvatore Caruso. Il se qualifie ensuite pour les quarts de finale en dominant le 8e mondial Matteo Berrettini (4-6, 6-3, 6-3, 6-3) en 2 h 42,. Il s'incline finalement contre son compatriote Daniil Medvedev (66-7, 3-6, 65-7) en 2 h 28, après avoir fracassé sa raquette de rage à la fin du match.
Le 27 septembre, il remporte son titre le plus prestigieux en dominant Stéfanos Tsitsipás en finale du tournoi ATP 500 de Hambourg (6-4, 3-6, 7-5). Dans la semaine, il bat le qualifié Tennys Sandgren, Tommy Paul, Roberto Bautista-Agut et Casper Ruud (6-4, 6-2) en demi-finale.
Il dispute ensuite les Internationaux de France, tournoi où il n'a encore jamais remporté un match. Il passe d'abord non loin de la défaite dès le premier tour face à Sam Querrey, 2 jours après sa finale à Hambourg, alors mené deux manches à rien et breaké dans la troisième. Le Russe réussit à inverser la tendance et l'emporter (65-7, 64-7, 7-5, 6-4, 6-3). Il perd un autre set face à Alejandro Davidovich Fokina puis déroule contre Kevin Anderson pour arriver en seconde semaine. Il éprouve beaucoup de mal à passer l'obstacle Márton Fucsovics, qu'il vainc en près de quatre heures de jeu (64-7, 7-5, 6-4, 7-63) pour atteindre les quarts de finale pour la première fois à Roland-Garros. Il y retrouve le Grec Stéfanos Tsitsipás qui prend sa revanche en s'imposant en trois sets secs (5-7, 2-6, 3-6) en 1 h 55.

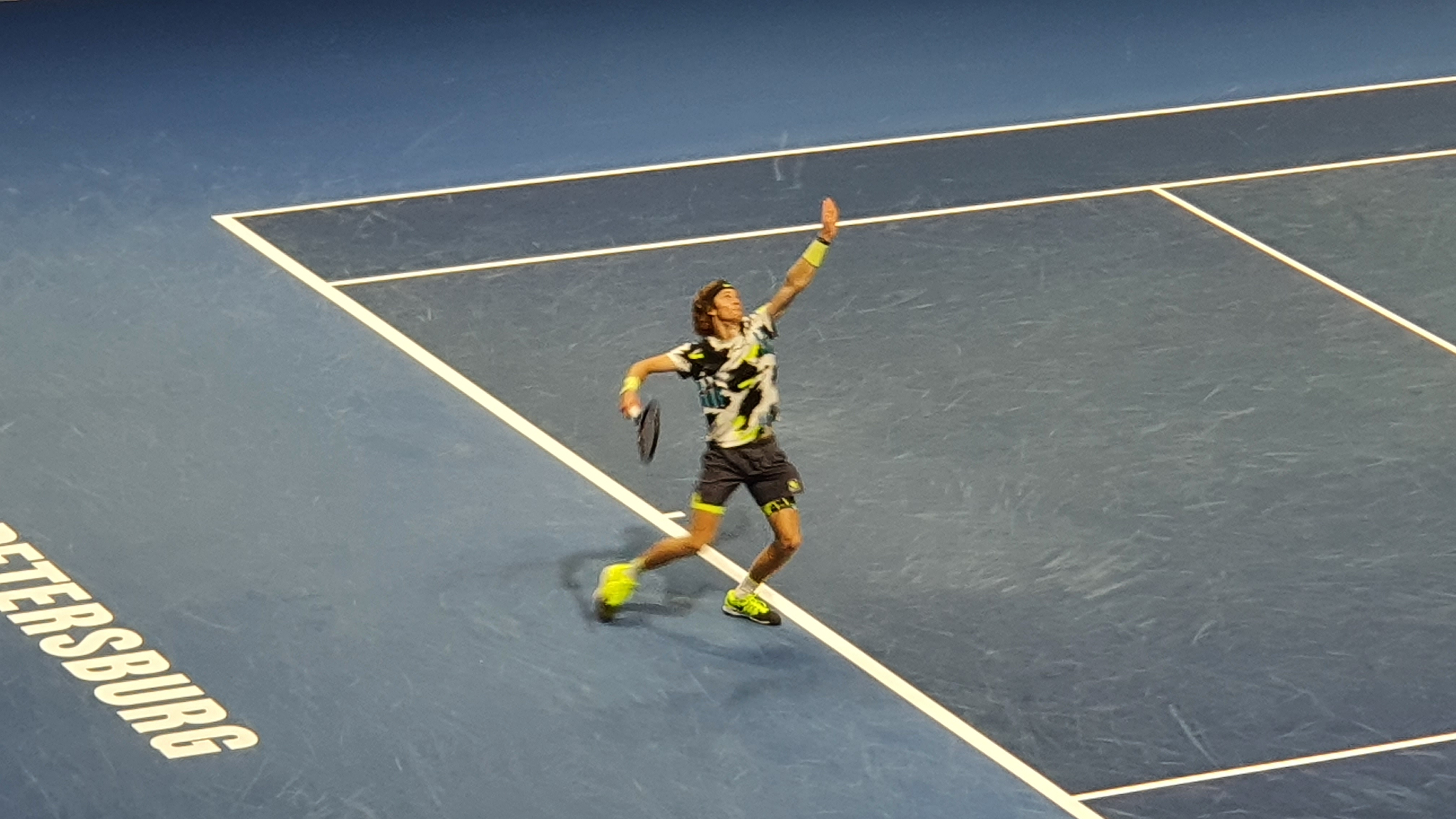
Andrey Rublev au tournoi de Saint-Pétersbourg.

La semaine suivante, il complète son palmarès en Russie, remportant son deuxième titre ATP 500, lors du tournoi de Saint-Pétersbourg contre Borna Ćorić (7-65, 6-4). Pour se hisser en finale, il bat Vasek Pospisil, le Français Ugo Humbert (4-6, 6-4, 7-5) dans un match en trois sets compliqué, puis Cameron Norrie et le Canadien Denis Shapovalov (4-6, 6-3, 6-4).
Il atteint dans la foulée la finale de l'Open de Vienne après sa victoire notamment sur Dominic Thiem (7-65, 6-2) en quart de finale et profitant de l'abandon de Kevin Anderson en demie. Il remporte la finale en dominant Lorenzo Sonego (6-4, 6-4), pour s'offrir son 5e titre de la saison et une 39e victoire qui lui assure la qualification pour les ATP Finals.
À Londres, pour son premier match de poule, il s'incline sèchement (3-6, 4-6) en 1 h 17 face à Rafael Nadal. Plus relâché et moins tendu pour appréhender cette nouvelle compétition, il fait face de nouveau à Stéfanos Tsitsipás. Malgré le gain du second set, Rublev finit par s'incliner (1-6, 6-4, 66-7) en 1 h 55 dans un tie-break tendu. Déjà éliminé, il s'impose (6-2, 7-5) face à Dominic Thiem qui est déjà qualifié pour les demi-finales, en 1 h 14 pour sauver l'honneur et conclure sa saison sur une bonne note.
Il termine la saison à la 8e place mondiale.

### 2021. Victoire à l'ATP Cup, champion olympique en double mixte, premières finales en Masters 1000 et victoire en Coupe Davis
Andrey Rublev commence sa saison à l'ATP Cup, tournoi auquel il n'avait pu participer l'année précédente. Il gagne ses matchs de simple contre Guido Pella et Yoshihito Nishioka en deux sets, puis contre Jan-Lennard Struff en trois manches et en finale, contre l'Italien Fabio Fognini.
À l'Open d'Australie, il se qualifie pour les huitièmes de finale sans perdre la moindre manche après des victoires sur Yannick Hanfmann, Thiago Monteiro et Feliciano López. Il se qualifie pour son quatrième quart de finale consécutif en Grand Chelem depuis Melbourne 2020 après l'abandon de Casper Ruud (6-2, 7-63, ab.) après 1 h 17 de jeu. Il se fait une nouvelle fois dominer (5-7, 3-6, 2-6) en un peu plus de deux heures de jeu par son compatriote et ami, Daniil Medvedev.
Andrey Rublev revient sur les courts à l'ATP 500 de Rotterdam, joué sur dur en intérieur. Il passe le qualifié Marcos Giron, puis Andy Murray (7-5, 6-2) et le Français Jérémy Chardy dans une rencontre serrée (7-62, 62-7, 6-4). Il se qualifie pour la finale après sa victoire (6-3, 7-62) face à Stéfanos Tsitsipás, signant sa 19e victoire de suite dans cette catégorie de tournois. Face au qualifié Márton Fucsovics, il remporte son huitième titre en carrière après sa victoire (7-64, 6-4) dans une rencontre compliquée. Puis à Doha, Andrey Rublev se qualifie pour le dernier carré en bénéficiant d'un bye au premier tour et de deux forfaits, une première depuis 1990 et la création du circuit ATP. Il s'incline en 1 h 13 (3-6, 3-6) contre l'Espagnol Roberto Bautista-Agut. Enfin à l'ATP 500 de Dubaï, il bat facilement le qualifié Emil Ruusuvuori, Taylor Fritz et à nouveau Márton Fucsovics pour atteindre les demi-finales, avant de s'incliner face à son compatriote Aslan Karatsev (2-6, 6-4, 4-6), futur vainqueur du tournoi. Rublev se présente au tournoi de Miami en tant que potentiel vainqueur final. Après des succès nets face à Tennys Sandgren et Márton Fucsovics, il domine Marin Čilić (6-4, 6-4) pour rejoindre son deuxième quart de finale en Masters 1000. Il y bat Sebastian Korda et se qualifie pour sa toute première demi-finale dans cette catégorie de tournois. À la surprise générale, il est sorti en deux petits sets par le Polonais Hubert Hurkacz (3-6, 4-6).
Il améliore ce résultat lors du Masters 1000 suivant (tournoi de Monte-Carlo), atteignant la finale. Sur son parcours, il domine notamment Roberto Bautista-Agut en trois sets accrochés et Rafael Nadal (6-2, 4-6, 6-2) en quart de finale, puis Casper Ruud en demi-finale. Il est finalement écarté par Stéfanos Tsitsipás (3-6, 3-6). Le tournoi de Barcelone est difficile pour le Russe. Émoussé par sa finale de la semaine précédente, il cale dès les quarts de finale contre Jannik Sinner (2-6, 66-7). Le tournoi de Madrid n'est guère plus encourageant puisqu'il s'incline dès le troisième tour contre John Isner (64-7, 6-3, 64-7). Au Masters de Rome, Rublev officie en tant que tête de série no 7. Il remporte son premier match dans la douleur face à Jan-Lennard Struff (67-7, 6-1, 6-4), puis se débarrasse facilement de Bautista-Agut (6-4, 6-4). En quart de finale, il est battu par l'étonnant italien Lorenzo Sonego (6-3, 4-6, 3-6), transcendé par son public. Son tournoi de Roland-Garros tourne court puisque Andrey Rublev tombe d'entrée contre Struff au terme d'un gros match en cinq sets (3-6, 66-7, 6-4, 6-3, 4-6).

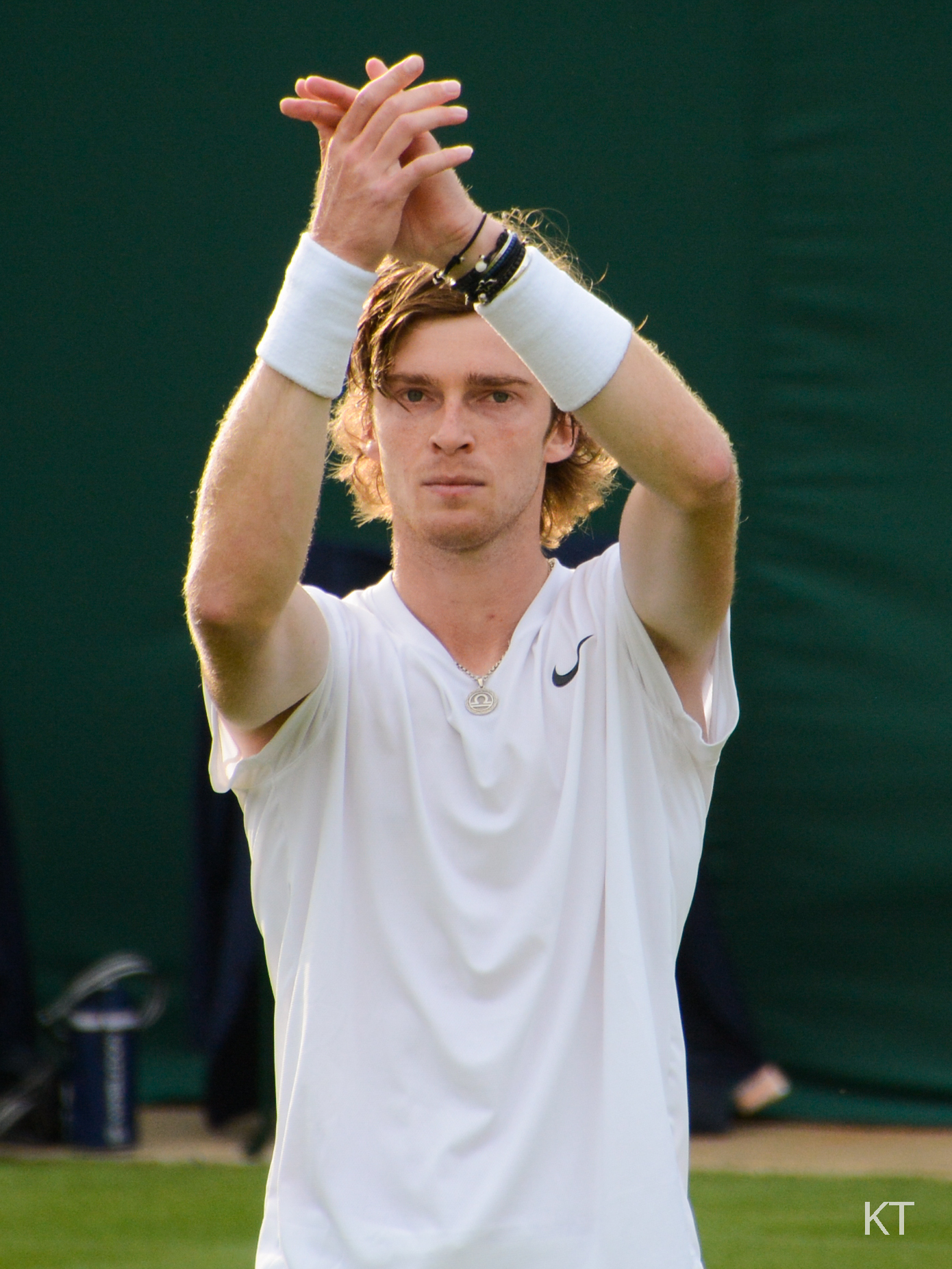
Andrey Rublev lors du tournoi de Wimbledon 2021.

Rublev entame sa saison sur gazon au tournoi de Halle, tournoi ATP 500. Il y élimine successivement Karen Khachanov, Jordan Thompson, Philipp Kohlschreiber et Nikoloz Basilashvili, pour rejoindre la finale. Opposé à Ugo Humbert, il s'incline en deux sets (6-3, 7-64). Pour son troisième Wimbledon, il arrive plutôt en confiance. Rublev franchit difficilement son premier tour face à Federico Delbonis, pourtant pas spécialiste de la surface (4-6, 6-4, 6-1, 6-2). Son deuxième tour est bien mieux maîtrisé face à Lloyd Harris, qu'il domine en trois sets (6-1, 6-2, 7-5), avant de sortir Fabio Fognini (6-3, 5-7, 6-4, 6-2). Son parcours s'arrête en huitième de finale, lorsqu'il s'incline contre Marton Fucsovics (3-6, 6-4, 6-4, 0-6, 3-6).
Fin juillet, Andrey Rublev dispute ses premiers Jeux olympiques sous la bannière de la ROC (Russian Olympic Committee). Dans l'épreuve de simple, il est éliminé dès le premier tour par le local Kei Nishikori (6-3, 6-4), comme en double, où il perd d'entrée avec son ami Karen Khachanov. En revanche, dans l'épreuve de double mixte, associé à sa compatriote Anastasia Pavlyuchenkova, il se hisse jusqu'en finale. La paire s'y impose en venant à bout de leurs compatriotes, Elena Vesnina et Aslan Karatsev (6-3, 65-7, 13-11), s'adjugeant ainsi la médaille d'or.
Début août, Andrey Rublev dispute pour la deuxième fois de sa carrière le Masters du Canada. Après une belle victoire face à Fabio Fognini (7-64, 6-3) au deuxième tour, il est une nouvelle fois battu par le géant américain, John Isner (7-5, 7-65). Sa tournée se poursuit au Masters de Cincinnati, où il remporte un premier match difficile contre Marin Čilić (5-7, 6-3, 6-1). En huitième de finale, il se mesure à Gaël Monfils pour la première fois depuis leur finale à Doha en 2018. Rublev s'en sort dans un match marqué par de nombreux breaks et un petit incident entre les deux joueurs,. En quart de finale, il retrouve un autre joueur français : Benoît Paire. Une fois de plus, le Russe s'en sort au terme d'un match décousu (6-2, 3-6, 6-3). Cette victoire lui permet de retrouver son ami Daniil Medvedev en demi-finale, joueur contre lequel il n'a jamais remporté le moindre set en quatre confrontations. Après une première manche à sens unique pour le mieux classé des deux, Rublev parvient finalement à s'imposer (2-6, 6-3, 6-3). Il se qualifie ainsi pour sa deuxième finale de Masters 1000 en 2021. Il y est sèchement battu par Alexander Zverev (6-2, 6-3). À l'US Open, Rublev est éliminé dès le troisième tour par Frances Tiafoe (6-4, 3-6, 66-7, 6-4, 1-6).
Après cet US Open décevant, il connaît un net coup de moins bien, ne remportant que quatre matchs sur neuf et s'inclinant à chaque fois contre des joueurs classés en dehors du top 20. Il se qualifie tout de même pour les Masters Finals, pour la deuxième fois de sa carrière. Lors de son premier match, il s'impose face à Stefanos Tsitsipas (6-4, 6-4), battant son premier top 10 depuis le mois d'août. Lors de son match suivant, il retrouve Novak Djokovic, qu'il rencontre pour la première fois. Il est sèchement battu, sur le score de 3-6, 2-6. Pour son dernier match, Rublev doit affronter Casper Ruud, dans un match qualificatif pour les demi-finales. Malgré un bon départ, il finit par s'incliner au terme d'un match âprement disputé (6-2, 5-7, 65-7).
Fin novembre, il s'illustre dans l'équipe de Russie de Coupe Davis. Avec six victoires sur sept matchs disputés, il contribue à la victoire de son équipe qui s'adjuge ainsi sa première Coupe Davis depuis 2006. En décembre, il sort vainqueur du tournoi exhibition d'Abou Dabi. Il termine la saison au 5e rang mondial.

### 2022: 4 titres en simple, quarts de finale en Grand Chelem et première demi-finale au Masters
Alors qu'il s'apprête à voyager pour l'Australie, Andrey Rublev annonce être positif au Covid-19 sur les réseaux sociaux. Cela l'oblige à se retirer de l'ATP Cup et met sérieusement en doute sa participation à l'Open d'Australie. Il participe finalement au tournoi et connaît une contreperformance, puisqu'il est battu au troisième tour par le Croate Marin Čilić en quatre sets.

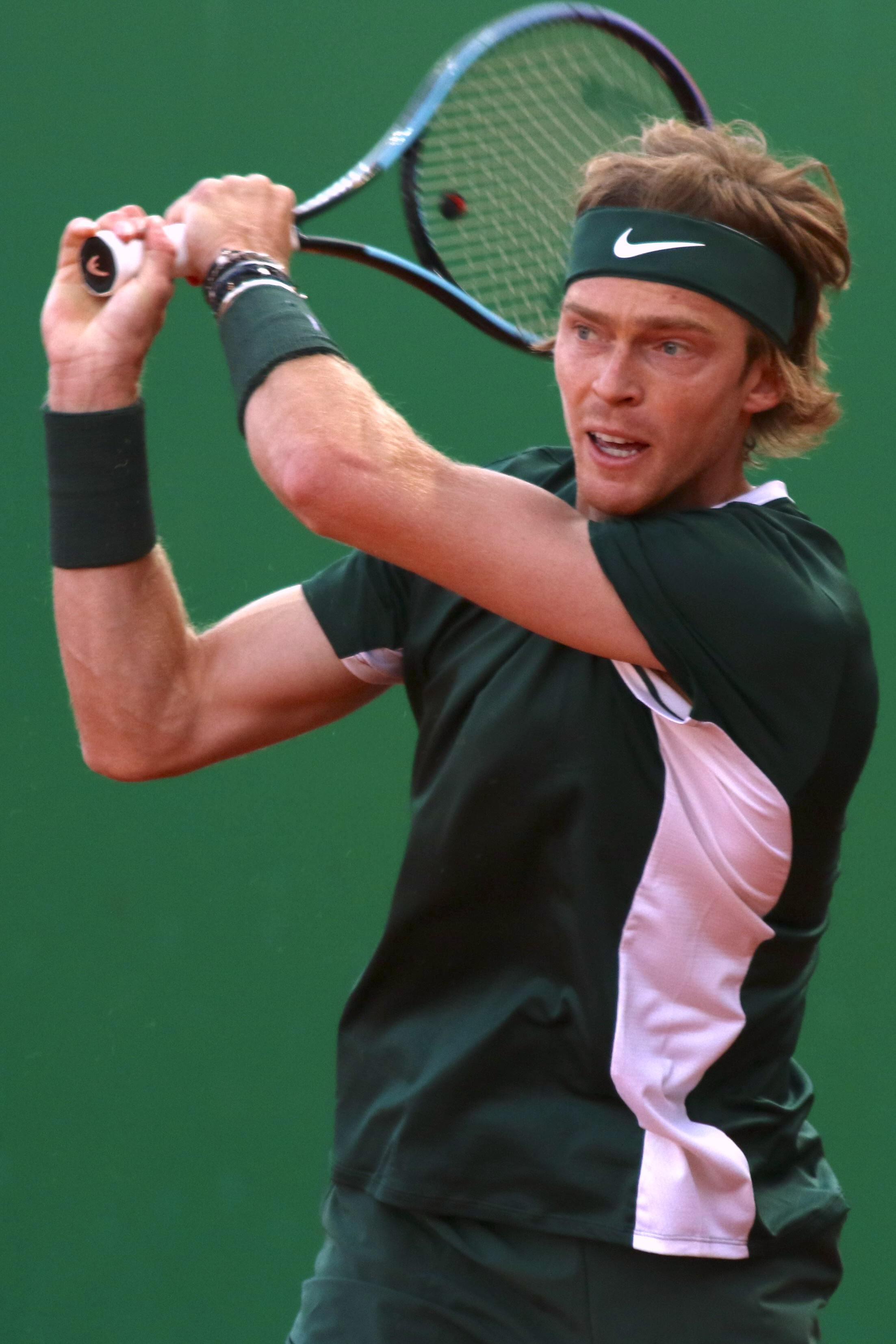
Andrey Rublev au Masters de Monte-Carlo en 2023.

En février, il s'engage à Rotterdam, où il est tenant du titre. Après des victoires logiques face à Henri Laaksonen (6-4, 6-4), Kwon Soon-woo (6-3, 6-3) et Márton Fucsovics (6-4, 6-3), il s'incline dans un match disputé face à Félix Auger-Aliassime (7-65, 4-6, 2-6). Il remporte ensuite le tournoi ATP de Marseille, où il s'impose en finale face à Félix Auger-Aliassime (7-5, 7-64), après avoir battu trois joueurs français aux tours précédents : Richard Gasquet (4-6, 6-3, 7-63), Lucas Pouille (6-3, 1-6, 6-2) et Benjamin Bonzi (6-3, 4-6, 6-3). Il enchaîne avec le prestigieux tournoi de Dubaï, disputant son premier match seulement quelques heures après son succès à Marseille. Il y affronte Daniel Evans et s'impose en deux sets (6-4, 7-5), ne commettant que cinq petites fautes directes pour 31 coups gagnants. Au deuxième tour, il retrouve Kwon Soon-woo, comme à Rotterdam et s'impose cette fois-ci dans la douleur (4-6, 6-0, 6-3), avant de battre Mackenzie McDonald (2-6, 6-3, 6-1), dans un match où le Russe manque de peu d'être mené d'un set et d'un break. En demi-finale, il doit se mesurer à Hubert Hurcacz et s'impose au terme d'un match équilibré et probablement son meilleur de la semaine (3-6, 7-5, 7-65). Il se fait notamment remarquer à la fin de la rencontre en inscrivant sur la caméra « No war please », en référence à l'invasion alors en cours de l'Ukraine par la Russie. Qualifié pour sa septième finale en ATP 500, Rublev s'impose avec solidité contre la surprise du tournoi, Jiří Veselý (6-3, 6-4). Ce titre lui permet de remonter d'une place au classement (6e mondial).
Rublev démarre sa tournée américaine au Masters d'Indian Wells qu'il dispute pour la quatrième fois de sa carrière. Vainqueur de son premier match dans la douleur contre l'Allemand Dominik Köpfer (7-5, 6-4)
, il s'impose plus facilement aux tours suivants contre Frances Tiafoe (6-3, 6-4) et Hubert Hurkacz (7-65, 6-4), pour rejoindre les quarts de finale pour la première fois à Indian Wells. Il s'y impose facilement face au Bulgare Grigor Dimitrov (7-5, 6-2), pour retrouver la demi-finale,. Déçu et décevant, il y est battu par Taylor Fritz (5-7, 4-6). À Miami, il est balayé d'entrée par un excellent Nick Kyrgios (3-6, 0-6).
Rublev démarre sa saison sur terre battue au Masters de Monte-Carlo où il remporte son premier match dans la douleur contre Alex de Minaur (2-6, 6-1, 6-4), avant d'être dominé par Jannik Sinner en trois sets (7-5, 1-6, 3-6). Il enchaîne avec le tournoi de Belgrade où il est deuxième tête de série. Il s'impose successivement contre Jiří Lehečka (4-6, 7-61, 6-2), Taro Daniel (6-3, 6-3), Fabio Fognini (6-2, 6-2) et Novak Djokovic en trois manches (6-2 64-7 6-0), s'adjugeant ainsi un troisième titre cette saison et un onzième en carrière. Sa victoire contre Djokovic lui assure par ailleurs une première victoire en carrière face à un no 1 mondial, ainsi qu'une victoire contre chacun des membres du Big Four. Pour sa deuxième participation au Masters de Madrid, Rublev parvient à aller jusqu'en quart de finale, après des victoires face aux deux joueurs britanniques, Jack Draper (2-6, 6-4, 7-5) et Daniel Evans (7-67, 7-5). Il est ensuite battu par l'un de ses rivaux, Stéfanos Tsitsipás, en trois sets disputés (3-6, 6-2, 4-6). Néanmoins, son parcours au Masters de Rome s'achève dès son premier match, lorsqu'il est dominé par Filip Krajinović en deux sets secs (6-2, 6-4). Rublev arrive à Roland-Garros avec pratiquement deux semaines de repos. Il remporte ses trois premiers matchs dans la douleur face à Kwon Soon-woo (65-7, 6-3, 6-2, 6-4) — manquant de peu d'être disqualifié —, Federico Delbonis (6-3, 3-6, 6-2, 6-3) et Cristian Garín (6-4, 3-6, 6-2, 7-611). En huitième de finale, il profite de l'abandon de Jannik Sinner à 1-6, 6-4, 2-0 pour rejoindre son deuxième quart de finale à Paris. Il s'arrête en quart de finale, face au Croate Marin Čilić en cinq sets et presque 4 heures de jeu (7-5, 3-6, 4-6, 6-3, 62-7).
Pour commencer la tournée sur gazon, il dispute le tournoi de Halle. Il s'incline au premier tour contre le Géorgien Nikoloz Basilashvili (61-7, 4-6). Interdit de jouer à Wimbledon, il ne s'aligne sur aucun autre tournoi sur gazon et entreprend une reprise au tournoi de Båstad. Il s'incline en demi-finale contre l'Argentin Sebastián Báez (2-6, 4-6). La semaine suivante, au tournoi de Hambourg, il est sorti dès le deuxième tour par l'Argentin Francisco Cerúndolo (4-6, 2-6).
Il atteint les demi-finales à Washington début août où il est battu par le Japonais Yoshihito Nishioka. À Montréal, il perd d'entrée contre Daniel Evans et à Cincinnati en seizièmes de finale contre l'Américain Taylor Fritz (7-6, 2-6, 5-7), alors qu'il avait été finaliste l'année précédente. Il sort pour la première fois depuis près de deux ans du top 10.

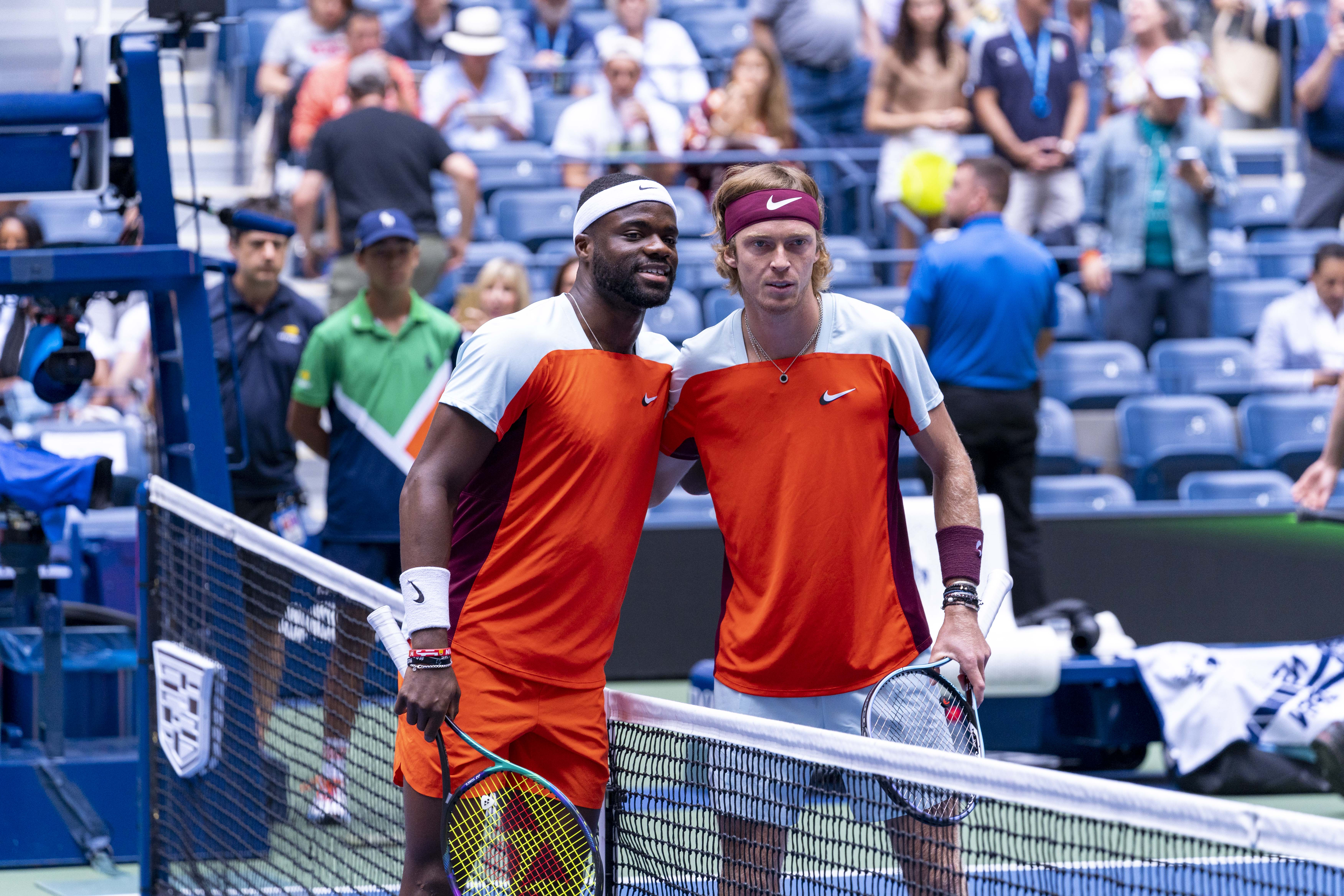
Rublev (à droite) et Tiafoe (à gauche) avant leur rencontre des quarts de finale à l'US Open.

Il dispute l'US Open et y bat en cinq sets le Serbe Laslo Djere (7-6, 6-3, 3-6, 4-6, 6-4) puis le Sud-Coréen Kwon Soon-woo (6-3, 6-0, 6-4). Il remonte un handicap de deux sets à un contre le Canadien Denis Shapovalov (6-4, 2-6, 6-7, 6-4, 7-6) puis élimine le Britannique Cameron Norrie en huitièmes de finale (6-4, 6-4, 6-4). Il égale son meilleur résultat en Grand Chelem, atteignant les quarts de finale pour la sixième fois de sa carrière, la troisième à New York. Cependant, il cède de nouveau à ce stade contre le même adversaire que l'année précédente, l'Américain Frances Tiafoe (6-7, 6-7, 4-6).

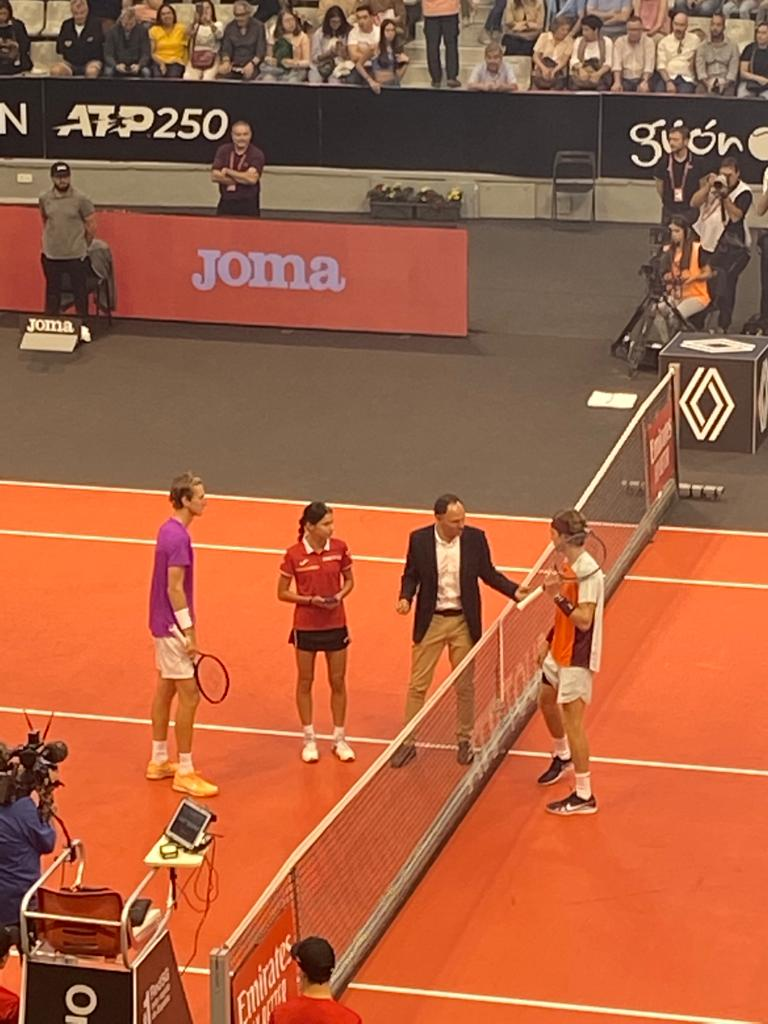
Rublev (à droite) et Korda (à gauche) avant leur finale à l'Open de Gijon.

Il se rend un mois plus tard au Kazakhstan disputer le tournoi d'Astana et atteint les demi-finales où il est battu par le Grec Stéfanos Tsitsipás. Le semaine suivante, il remporte son quatrième tournoi de l'année à Gijón, disposant d'Ilya Ivashka, Tommy Paul, Dominic Thiem et de l'Américain Sebastian Korda en finale (6-2, 6-3).
Fin octobre, il est battu dès le deuxième tour par le Bulgare Grigor Dimitrov à Vienne. Au tournoi de Bercy, Rublev sort d'entrée John Isner en deux sets secs (6-2, 6-3), mais est éliminé dès le tour suivant par le jeune Holger Rune (4-6, 5-7). Cette défaite ne l'empêche pas de se qualifier pour le Masters pour la troisième fois de sa carrière. Comme en 2021, il commence bien la compétition en remportant son premier match, cette fois face à Daniil Medvedev qu'il bat pour la deuxième fois de sa carrière, au terme d'une rencontre acharnée. Il s'incline ensuite face à Novak Djokovic en très peu de temps (4-6, 1-6). Pour son dernier match de poule, il est opposé à Stéfanos Tsitsipás contre qui il peut encore envisager la qualification. Là encore, il s'impose à l'issue d'un match étonnant (3-6, 6-3, 6-2) et rejoint pour la première fois les demi-finales dans cette compétition. Opposé à Casper Ruud dans un match qui s'annonce très ouvert, il passe complètement à côté de sa partie et s'incline sur le score de 6-2, 6-4. Il termine une nouvelle fois l'année dans le top 8 mondial.
Comme la saison précédente, il enchaîne avec une série de tournois d'exhibition aux Émirats arabes unis. Battu par Stan Wawrinka lors du premier tournoi, il parvient à se hisser ensuite en finale du traditionnel Open d'Abou Dabi, éliminant successivement Borna Ćorić et Carlos Alcaraz. Il y est battu par son rival Tsitsipás (2-6, 6-4, 2-6).

### 2023: Première victoire en Masters 1000 à Monte-Carlo, victoire en double à Madrid et3efinale en Masters 1000 à Shanghai
Il commence l'année par une défaite d'entrée à Adelaïde 1 contre l'Espagnol Roberto Bautista-Agut (6-4, 3-6, 4-6). Le 9 janvier, il devient 6e joueur mondial au classement ATP et le 1er joueur russe du dit-classement en simple et en double, dépassant Daniil Medvedev. Deux jours plus tard, il enchaîne une autre défaite au premier tour contre le local Thanasi Kokkinakis, wild-card à Adelaïde 2. Rublev arrive donc à l'Open d'Australie sans références. Il parvient néanmoins à accéder à la deuxième semaine sans grande difficulté, dominant Dominic Thiem en trois petits sets (6-3, 6-4, 6-2), Emil Ruusuvuori (6-2, 6-4, 62-7, 6-3), puis Dan Evans (6-4, 6-2, 6-3). Il affronte ensuite le jeune Holger Rune, 10e mondial et s'impose au terme d'une bataille acharnée (6-3, 3-6, 6-3, 4-6, 7-69), après avoir été mené 5-2 dans la dernière manche et avoir sauvé deux balles de match, puis avoir été mené 5-0 dans le jeu décisif. Cependant, le Russe est battu en quart de finale par le futur vainqueur Novak Djokovic (6-1, 6-2, 6-4).

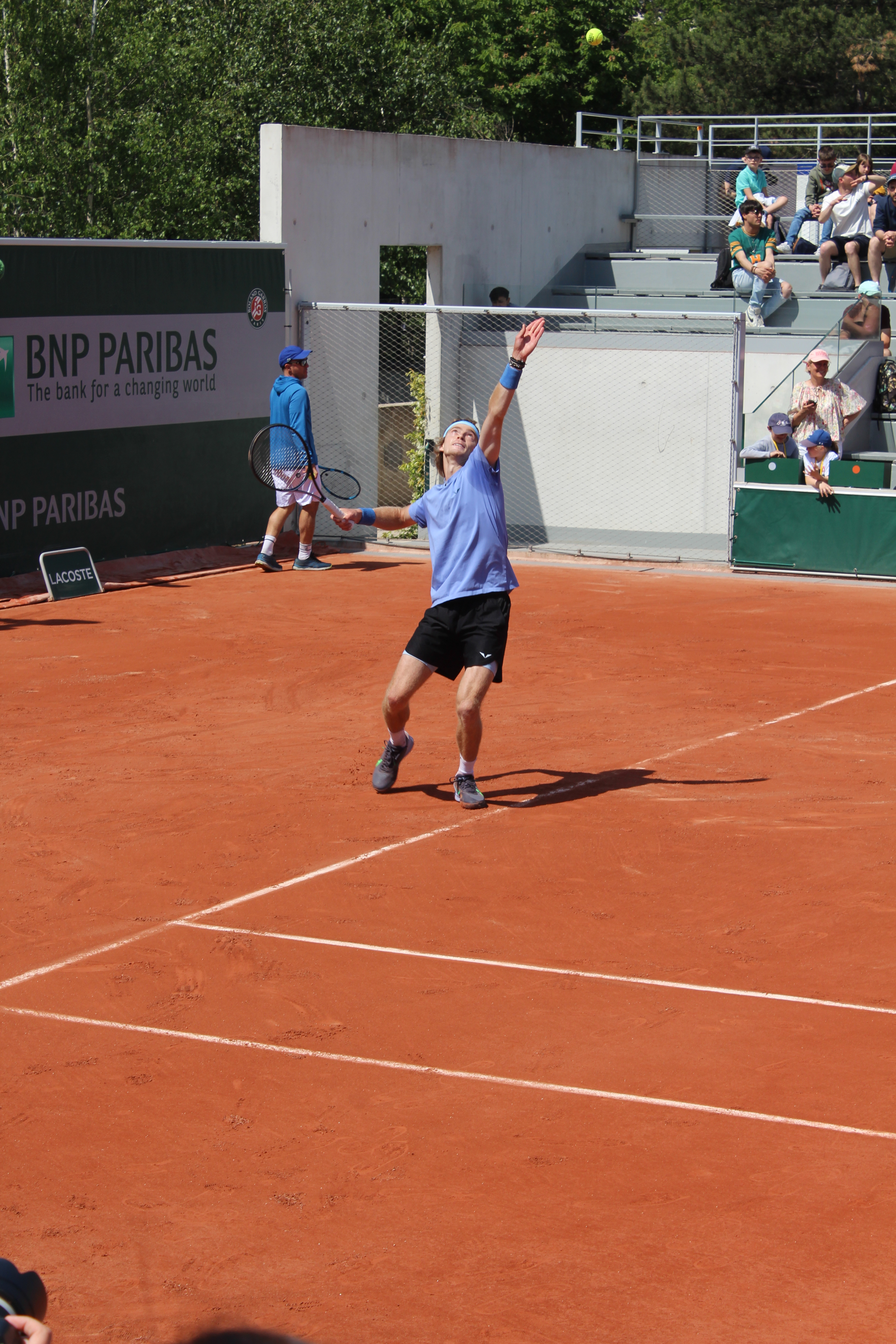
Andrey Rublev lors d'une séance d'entraînement au service au tournoi de Roland-Garros 2023.

Il reprend mi-février à Rotterdam où il est éliminé au premier tour par l'Australien Alex de Minaur (4-6, 4-6), puis atteint le second tour à Doha où il sort le Néerlandais Tallon Griekspoor (1-6, 6-1, 7-6) en tant que tête de série numéro une puis est lui même sorti par le Tchèque Jiří Lehečka, surprise du début de saison (6-4, 4-6, 3-6). Après ces quelques mauvaises semaines, il défend son titre à Dubaï et y bat Filip Krajinović (7-5, 6-2), Alejandro Davidovich Fokina (1-6, 7-6, 7-6), Botic van de Zandschulp (6-3, 7-6) et l'Allemand Alexander Zverev (6-3, 7-6) pour arriver de nouveau en finale. Il perd cependant son titre contre son compatriote Daniil Medvedev (2-6, 2-6) qui remporte alors son troisième titre en trois semaines.
À Indian Wells, il prend sa revanche sur le Tchèque Jiří Lehečka (6-4, 6-2) et l'emporte devant le Français Ugo Humbert (7-5, 6-3) mais s'incline contre le Britannique Cameron Norrie (2-6, 4-6) en huitièmes de finale. Il est sorti au même stade à Miami par Jannik Sinner (2-6, 4-6) après avoir battu Jeffrey John Wolf (7-6, 6-4) et Miomir Kecmanović (6-1, 6-2).
Il attaque la saison de terre battue au Masters de Monte-Carlo. Après une entrée en lice compliquée face à Jaume Munar (4-6, 6-2, 6-2), il écarte facilement son compatriote Karen Khachanov (7-64, 6-2) et l'Allemand Jan-Lennard Struff (6-1, 7-65) pour accéder aux demi-finales. Il y affronte l'Américain Taylor Fritz, no 10 mondial, qu'il bat non sans difficulté (5-7, 6-1, 6-3), avant de triompher en finale du no 9, le Danois Holger Rune, pour obtenir son premier titre en Masters 1000, après avoir disputé une finale plutôt décousue (5-7, 6-2, 7-5). Il enchaîne la semaine suivante avec le nouveau tournoi de Banja Luka au cours duquel il bat le Péruvien Juan Pablo Varillas (6-2, 6-2), l'invité local Damir Džumhur (7-5, 6-3) et le Slovaque Alex Molčan (6-2, 6-4). Il affronte en finale le Serbe Dušan Lajović, tombeur plus tôt dans le tournoi du numéro un mondial Novak Djokovic. Malgré son statut de favori, il s'incline (3-6, 6-4, 4-6).
La suite de la saison sur terre battue sera plus difficile. Il dispute le Masters de Madrid début mai et bat l'ancien vainqueur de Roland-Garros, le Suisse Stanislas Wawrinka (7-5, 6-4) ainsi que le Japonais Yoshihito Nishioka (6-2, 7-5). Il rencontre en huitièmes de finale de nouveau son compatriote Karen Khachanov, qui prend cette fois-ci sa revanche (6-7, 4-6). Avec ce dernier, il participe au tournoi en double et le remporte en battant en finale Rohan Bopanna et Matthew Ebden.
Il sort au même stade à Rome où après avoir sorti le Slovaque Alex Molčan (6-3, 6-4) et l'Espagnol Alejandro Davidovich Fokina (7-6, 6-3), il est éliminé au bout d'un gros match par le qualifié allemand Yannick Hanfmann (6-7, 6-4, 3-6). À Roland-Garros, il affronte et perd un set contre Laslo Djere (6-1, 3-6, 6-3, 6-4) et le local Corentin Moutet (6-4, 6-2, 3-6, 6-3). Alors qu'il mène deux sets à zéro et n'a laissé aucun jeu à son adversaire dans le second set, il est battu par l'Italien Lorenzo Sonego (7-5, 6-0, 3-6, 6-7, 3-6) au troisième tour Porte d'Auteuil

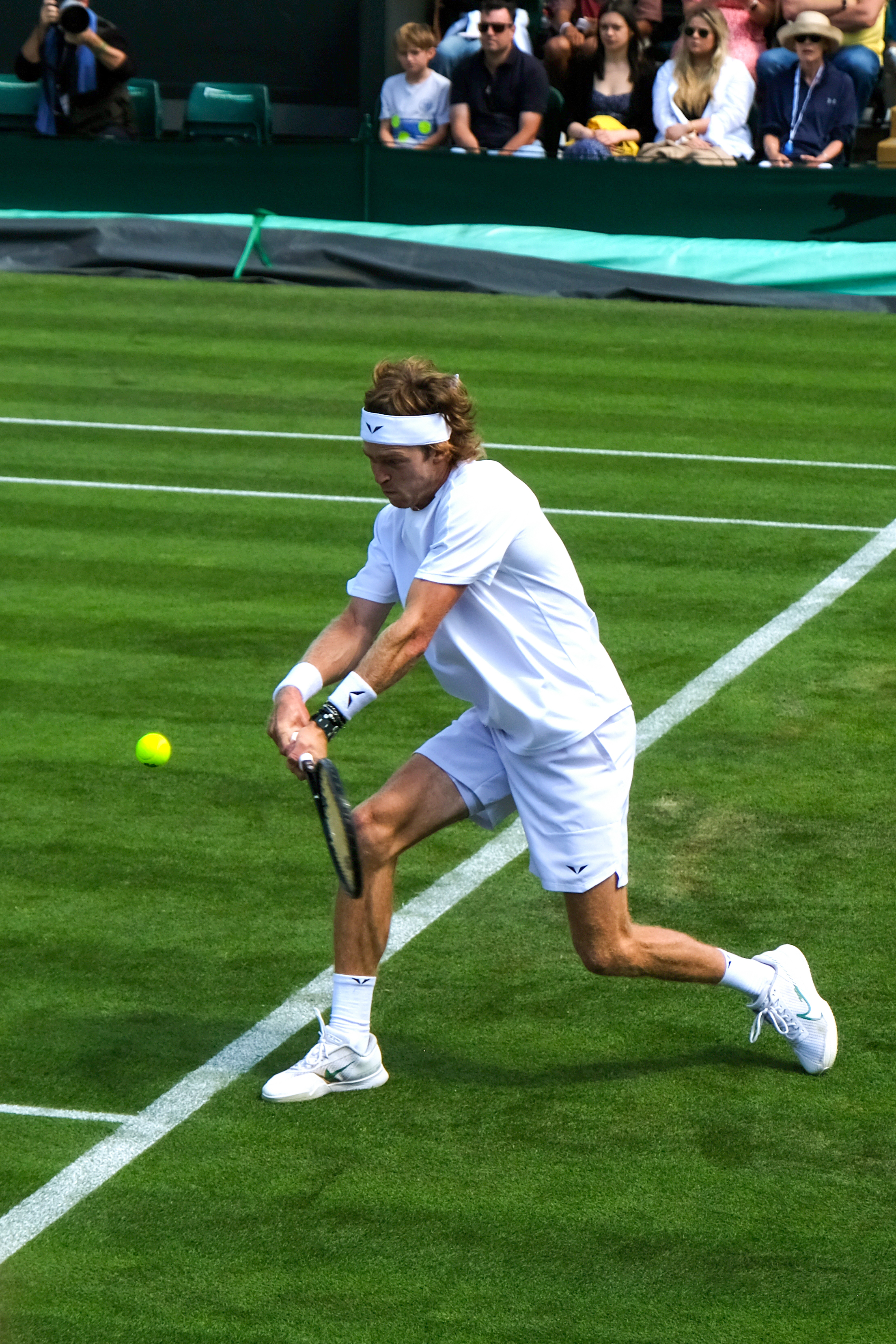
Andrey Rublev au tournoi de Wimbledon en 2023.

Sur gazon, il participe comme chaque année au tournoi de Halle. Tête de série no 3, il commence par dominer le Chinois Wu Yibing en trois sets accrochés (6-4, 65-7, 6-2), puis Yannick Hanfmann (7-66, 6-3) et Tallon Griekspoor (3-6, 6-3, 6-4). En demi-finale, il vainc Roberto Bautista-Agut (6-3, 6-4), mais s'incline dans le match pour le titre face à Alexander Bublik (3-6, 6-3, 3-6). Cette année, Rublev peut participer au tournoi du Wimbledon. Il maîtrise bien son premier match face à Max Purcell qu'il domine en trois sets (6-3, 7-5, 6-4) et moins de deux heures. Il a ensuite une rencontre plus difficile contre son compatriote Aslan Karatsev, mais s'impose quand même en quatre sets accrochés (64-7, 6-3, 6-4, 7-5). Opposé à David Goffin pour une place au quatrième tour, Rublev prend les commandes avec un premier set remporté sur le score de 6 à 3. Cependant, il perd la deuxième manche au jeu décisif malgré avoir eu deux balles de set consécutives, permettant à son adversaire belge de reprendre l'ascendant psychologique et de mener 4-1, double break, dans la troisième manche. À partir de là, Rublev montre qu'il a progressé sur le plan mental, parvenant à hausser son niveau pour revenir, puis à jouer son meilleur tennis pour conclure le set au tie break. La quatrième manche est facilement remportée par le Russe (6-2). Pour son deuxième huitième de finale à Wimbledon, Rublev retrouve Alexander Bublik. Il parvient cette fois à le dominer, non sans difficulté (7-5, 6-3, 66-7, 65-7, 6-4). Pour son premier quart de finale à Wimbledon, il retrouve Novak Djokovic qui le vainc en quatre sets (6-4, 1-6, 4-6, 3-6). Il devient par la même occasion le premier joueur de l'ère Open à perdre ses huit premiers quarts de finale en Grand Chelem.
Il reprend la compétition fin juillet en disputant le tournoi de Båstad en Suède. Son retour à la terre battue est ponctué de succès contre son compatriote Pavel Kotov (6-3, 7-6), l'Allemand Alexander Zverev (6-2, 6-3), demi-finaliste à Roland-Garros, l'Argentin tenant du titre Francisco Cerúndolo (7-6, 6-7, 6-3) et en finale le Norvégien Casper Ruud (7-6, 6-0), finaliste à Roland-Garros et tête de série numéro une. Il remporte ainsi son deuxième titre de l'année, le second sur terre battue. Il enchaîne avec Hambourg, renverse Bernabé Zapata Miralles (5-7, 6-1, 7-6) mais s'incline, fatigué, contre le local Daniel Altmaier (2-6, 2-6).

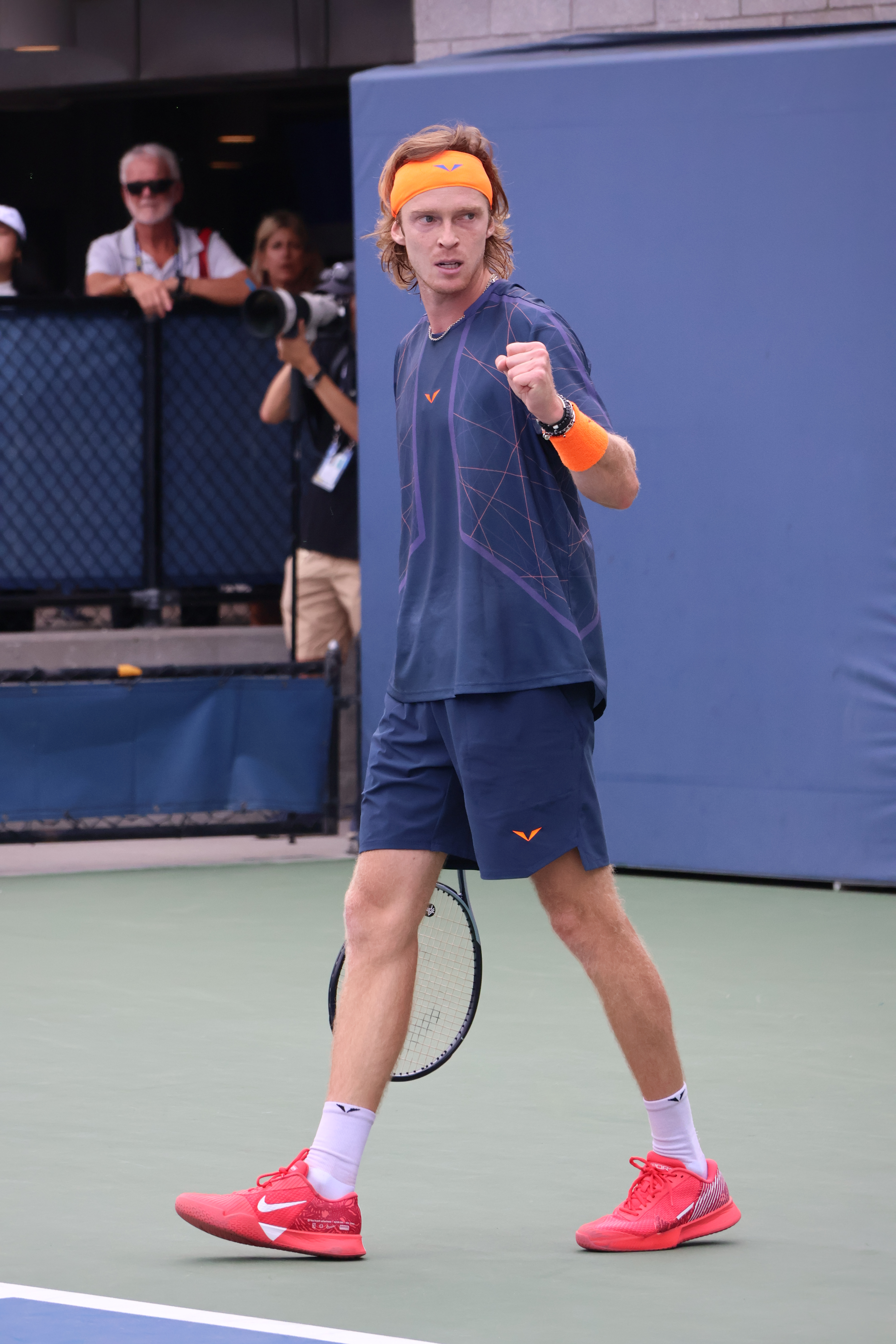
Andrey Rublev, lors de son match contre Arthur Cazaux à l'US Open 2023.

Sa tournée américaine est décevante. Tête de série numéro six à l'Open du Canada, il s'incline au deuxième tour comme l'année passée, contre l'Américain Mackenzie McDonald (4-6, 3-6) puis au même stade à Cincinnati contre le Finlandais Emil Ruusuvuori dans un gros combat (6-7, 7-5, 6-7). Il rebondit sans faire de bruit à l'US Open en sortant trois Français, le tout jeune repêché Arthur Cazaux (6-4, 7-6, 6-1), le vétéran Gaël Monfils, revenu sur le circuit (6-4, 6-3, 3-6, 6-1) et le grand Arthur Rinderknech qui joue pour la première fois de sa vie un troisième tour de Grand Chelem (3-6, 6-3, 6-1, 7-5). Il élimine en huitièmes la surprise Britannique Jack Draper, novice à ce stade en Grand Chelem (6-3, 3-6, 6-3, 6-4). Arrivé à son plafond de verre en quarts de finale, il retrouve son compatriote Daniil Medvedev, ancien vainqueur du tournoi qui le défait dans des conditions de jeu difficiles (4-6, 3-6, 4-6). C'est la quatrième fois qu'il échoue en quarts de finale ici et la neuvième fois en Grand Chelem, sans jamais remporter un match à ce stade.
Il rejoue près d'un mois plus tard à Pékin où après avoir battu le Britannique Cameron Norrie (4-6, 6-1, 6-4), il se fait surprendre par le Français Ugo Humbert (7-5, 3-6, 6-7). Il dispute la semaine suivante le Masters de Shanghai et sort trois Français, Quentin Halys (6-4, 7-5), Adrian Mannarino (6-3, 6-0) et Ugo Humbert (6-2, 6-3) en quarts de finale tout en éliminant au passage l'Américain Tommy Paul (7-5, 7-5). Il dispute la deuxième demi-finale du tournoi contre Grigor Dimitrov, tombeur du jeune numéro un Carlos Alcaraz, et le bat toujours en deux sets (7-6, 6-3). Finaliste pour la quatrième fois en Masters 1000, il s'incline dans un match serré contre le Polonais Hubert Hurkacz (3-6, 6-3, 6-7).
Il s'envole fin octobre à Vienne où il bat l'Australien Alexei Popyrin (7-6, 6-4), l'Italien Matteo Arnaldi (7-5, 6-3), l'Allemand Alexander Zverev (6-1, 6-7, 6-3) et est battu par Jannik Sinner, numéro quatre mondial aux portes de la finale (5-7, 6-7). Sa qualification pour les quarts de finale du tournoi lui permet de se qualifier au Masters de fin d'année pour la quatrième année consécutive. Il dispute le dernier Masters 1000 de l'année à Paris-Bercy et parvient pour la première fois de sa carrière à rallier les quarts de finale du tournoi après avoir battu les qualifiés Yoshihito Nishioka (6-4, 6-3) et Botic van de Zandschulp (6-3, 6-3). Il passe en demi-finale en éliminant l'Australien Alex de Minaur qu'il renverse (4-6, 6-3, 6-1). Il rencontre alors le numéro 1 mondial Novak Djokovic. Au bout d'un duel serré, il s'incline finalement en trois manches (7-5, 6-7, 5-7).

### 2024. Second titre en Masters 1000 à Madrid,15etitre à Hong Kong et finale à l'Open du Canada
Andrey Rublev commence sa saison à Hong Kong par une victoire contre le Britannique Liam Broady, issu des qualifications (6-4, 7-6), puis sort plus difficilement les jeunes Arthur Fils (6-4, 1-6, 6-2) et Shang Juncheng (4-6, 6-2, 6-3), surprise du tournoi. Il assume son statut de tête de série numéro un en éliminant le Finlandais Emil Ruusuvuori en finale (6-4, 6-4) et s'adjuge un quinzième titre ATP en carrière. À l'Open d'Australie, Rublev réalise une entame compliquée, manquant d'accuser une remontée de 2 sets 0 à 2-3 face au Brésilien Thiago Seyboth Wild, mais s'impose finalement au super tie-break (7-5, 6-4, 3-6, 4-6, 7-6, 10 points à 6). Les deux tours suivants face à Christopher Eubanks et Sebastian Korda, quart de finaliste l'année précédente sont plus tranquilles, remportés l'un et l'autre en 3 manches(6-4, 6-4, 6-4 pour le premier et 6-2, 7-6, 6-4). En huitièmes de finale, il affronte le dangereux local Alex de Minaur qu'il finit par écarter, non sans avoir cédé les deuxième et troisième manches, à chaque fois au jeu décisif (6-4, 6-7, 6-7, 6-3, 6-0). Il se qualifie donc pour son dixième quart de finale en Grand Chelem, le troisième à Melbourne, n'ayant toutefois remporté aucun des neuf précédents. Il s'incline finalement, pour la dixième fois en autant de tentatives, face à l'Italien Jannik Sinner, tête de série no 4 et futur champion du tournoi (4-6, 6-7, 3-6), au terme d'une partie marquée par les nombreuses occasions manquées du Russe (il ne convertit aucune de ses huit balles de break, et finit par perdre le tie-break du second set alors qu'il menait par 5 points à 1).
Reprenant le circuit mi-février à Rotterdam en tant que tête de série numéro deux et ancien vainqueur, il écarte le qualifié Zizou Bergs (7-5, 6-3) et sauve trois balles de match contre le Canadien Félix Auger-Aliassime (3-6, 7-5, 7-6) avant de tomber contre l'Australien Alex de Minaur, revanchard de sa défaite à l'Open d'Australie (6-7, 6-4, 3-6) en quarts de finale du tournoi. Il cède au même stade une semaine plus tard à Doha contre le très jeune Jakub Menšík, 116e mondial (4-6, 6-7) qui remporte sa première victoire contre un joueur du top 10 mondial. Le Russe avait éliminé au tour précédent le vétéran français Richard Gasquet (6-3, 6-4).
Il confirme ses difficultés la semaine suivante à Dubaï où il perd une manche contre le Chinois Zhang Zhizhen (6-7, 6-2, 6-4), sort une solide prestation contre le jeune qualifié français Arthur Cazaux (6-4, 6-4) et profite de l'abandon de l'Américain Sebastian Korda (6-4, 4-3 ab.). En demi-finale, il est disqualifié contre le Kazakh Alexander Bublik. Après plus de trois heures de match, et alors que leur duel est serré (7-6, 6-7, 5-6), il est accusé d'avoir proféré des insultes dans sa langue maternelle (le russe) contre un juge de ligne, ce qui lui vaut une disqualification du tournoi. Il retrouve le tournoi d'Indian Wells mi-mars où, après voir écarté le vétéran Andy Murray (7-6, 6-1), il se fait battre par le jeune Tchèque Jiří Lehečka (4-6, 4-6). La semaine suivante à Miami, il est défait dès son entrée en lice par un deuxième Tchèque, Tomáš Macháč, qui bat pour la première fois un joueur du top 10 sur le même score.
Il perd gros début avril, lors du Masters de Monte-Carlo. Alors qu'il est tenant du titre, il enchaîne une nouvelle défaite contre l'Australien Alexei Popyrin (4-6, 4-6) au second tour du tournoi monégasque, son pire résultat depuis cinq saisons. Il essuie une quatrième défaite consécutive en entrée du tournoi de Barcelone contre Brandon Nakashima (4-6, 6-7). Il brise sa série de défaites au Masters de Madrid où il s'impose contre l'Argentin Facundo Bagnis (6-1, 6-4) et le local Alejandro Davidovich Fokina (7-6, 6-4). Il sort en huitièmes le Néerlandais Tallon Griekspoor (6-2, 6-4) mais surtout à la surprise des observateurs le numéro trois mondial et tenant du titre Carlos Alcaraz (4-6, 6-3, 6-3) qu'il bat pour la première fois de sa carrière. Par la même occasion, cette victoire lui permet d'accéder aux demi-finales du tournoi pour la première fois. Dans un tableau ouvert, il s'impose contre l'Américain Taylor Fritz, finaliste la semaine précédente à Munich (4-6, 3-6) et le Canadien Félix Auger-Aliassime, tombeur du Norvégien Casper Ruud plus tôt dans le tournoi en finale (4-6, 7-5, 7-5). Il s'offre ainsi son deuxième titre en Masters 1000, le second sur terre battue.
Le Russe retombe néanmoins dans ses travers à Rome où il se défait laborieusement de l'Américain Marcos Giron (5-7, 6-4, 7-5) avant de perdre à la surprise générale contre le Français qualifié Alexandre Müller, qui bat ainsi son premier top 20 en carrière et accède pour la première fois aux huitièmes de finale d'un Masters 1000 (6-3, 3-6, 2-6). Comme la saison précédente, il s'incline au troisième tour à Roland-Garros, concédant une manche contre le Japonais Taro Daniel (6-2, 6-7, 6-3, 7-5) et dominant l'Espagnol Pedro Martínez (6-3, 6-4, 6-3) avant de céder contre l'Italien Matteo Arnaldi (6-7, 2-6, 4-6).
Sur gazon, il est battu au premier tour du tournoi de Halle par l'Américain Marcos Giron (4-6, 6-7). Il concède une deuxième défaite de suite, dès le premier tour de Wimbledon, ce qui constitue son pire résultat dans le Grand Chelem londonien de toute sa carrière. Il est sorti par l'Argentin Francisco Comesaña, 121e et qui n'avait jamais remporté de match en Grand Chelem (4-6, 7-5, 2-6, 6-7) puis subit une troisième défaite consécutive à Bastad, alors qu'il est tenant du titre en étant battu par l'Argentin Thiago Tirante (6-7, 6-3, 4-6), 121e mondial. Il casse sa mauvaise dynamique à Umag, juste avant les Jeux olympiques de Paris 2024, avec deux victoires sur Camilo Ugo Carabelli (6-4, 7-5) et Fábián Marozsán qu'il renverse (5-7, 6-3, 6-2) mais retombe dans ses travers contre un troisième Argentin, Francisco Cerúndolo (6-7, 4-6) en demi-finale. Il continue d'afficher sa méforme lors de la tournée américaine, parvenant jusqu'en quarts à Washington grâce à des victoires sur les Français Luca Van Assche (4-6, 6-3, 6-4) et Arthur Rinderknech (7-6, 6-4) mais s'inclinant contre le local Frances Tiafoe (4-6, 6-7).
Il sort tranquillement en deux manches à l'Open du Canada Tomás Martín Etcheverry (7-6, 6-2) et Brandon Nakashima (6-2, 6-2) pour accéder à son premier quart de finale là-bas, le tournoi canadien étant le seul des 8 Masters 1000 dans lequel le Russe n'avait jamais rejoint ce stade. Il écarte pour la deuxième fois de sa vie le numéro un mondial, Jannik Sinner (6-3, 1-6, 6-2) en quarts et sort facilement un deuxième Italien, Matteo Arnaldi, qui n'a jamais atteint ce niveau en Masters 1000 (6-4, 6-2) pour s'offrir l'occasion de remporter un deuxième Masters 1000 cette saison, mais voit la grande surprise du tournoi, l'Australien Alexei Popyrin, 62e mondial, remporter le titre (2-6, 4-6). Il parvient néanmoins à enchaîner de nouvelles victoires à Cincinnati contre le Chinois Zhang Zhizhen (6-4, 6-3) et l'invité local Brandon Nakashima (7-6, 6-1) avant de voir le numéro un Jannik Sinner prendre difficilement sa revanche en quarts de finale (6-4, 5-7, 4-6).
Il rejoint la deuxième semaine de l'US Open, non sans mal pour la troisième année consécutive, sortant le Brésilien Thiago Seyboth Wild (6-3, 7-6, 7-5) et le Tchèque Jiří Lehečka (6-3, 7-5, 6-4) et remontant un handicap de deux sets à zéro contre le Français Arthur Rinderknech qu'il avait également sorti l'année dernière (4-6, 5-7, 6-1, 6-2, 6-2). Il est proche de renverser le Bulgare Grigor Dimitrov, neuvième mondial, mais cède dans la cinquième manche (3-6, 6-7, 6-1, 6-3, 3-6). Il commence la tournée asiatique par des victoires sur deux Espagnols, Pablo Carreño Busta (6-0, 4-6, 6-4) et Alejandro Davidovich Fokina (6-4, 7-5) avant d'être surpris par le 96e joueur mondial, l'invité Chinois Bu Yunchaokete qui s'offre alors son premier Top 10 (5-7, 4-6) à Pékin, et se retrouve de nouveau battu à Shanghaï alors qu'il était finaliste l'année passée, renversé par le jeune Jakub Menšík qui dispute pour la première fois le tournoi (7-6, 4-6, 3-6). Retournant en Europe à Stockholm pour la fin de saison, il se débarrasse du Français Alexandre Müller (6-4, 6-1) avant d'être surpris par le vétéran et ancien numéro trois mondial Stanislas Wawrinka en quarts en deux tie-breaks. Il s'arrête au même stade à Bâle, alors qu'il est en course pour la participation au Masters de fin d'année après deux succès contre le Portugais Nuno Borges (6-3, 6-2) et le Chilien Alejandro Tabilo (7-6, 6-1) et une défaite face à Ben Shelton (5-7, 7-6, 4-6), enchaînant une seconde défaite en deux tie-breaks contre Francisco Cerúndolo à Bercy. Participant au tournoi de Metz pour confirmer sa place au Masters, la légende Novak Djokovic déclare forfait début novembre, lui permettant de se qualifier instantanément pour le tournoi de fin d'année. Il déclare alors forfait contre le local Corentin Moutet le lendemain de sa victoire contre Lorenzo Sonego (7-6, 7-5).

### 2025.17etitreà Doha
2025 commence par une défaite au tournoi de Hong Kong pour le Russe, tenant du titre, contre le Hongrois Fábián Marozsán (5-7, 6-3, 3-6). Il enchaîne une nouvelle défaite contre le tout jeune João Fonseca, 112e et qui dispute son premier tableau finale en Majeur (61-7, 3-6, 65-7), sortant pour la première fois depuis six ans au premier tour de l'Open d'Australie. Il gagne son premier match de la saison à Montpellier en tant que tête de série numéro une et alors qu'il vient de sortir du Top 10 contre l'Américain Christopher Eubanks (6-4, 6-3). Il profite également d'un abandon du Géorgien Nikoloz Basilashvili (5-2 ab.), sorti des qualifications mais doit s'incliner devant un autre qualifié hors du Top 100, Aleksandar Kovacevic (5-7, 4-6) qui joue rejoint sa première finale en carrière. Il n'engrange pas davantage de confiance à Rotterdam où malgré deux victoires sans perdre de manches sur le Chinois Zhang Zhizhen (6-3, 6-4) et une revanche sur Fábián Marozsán en deux jeux décisifs, il est renversé en quarts par l'ancien numéro six mondial, Hubert Hurkacz (7-65, 3-6, 4-6).
Il commence le tournoi de Doha en février par deux victoires sur Alexander Bublik et Nuno Borges sur le même score (6-3, 6-4). Il parvient en quarts de finale à sauver une balle de match face à l'Australien, finaliste à Rotterdam un peu plus tôt Alex de Minaur (6-1, 3-6, 7-68), huitième mondial puis efface difficilement le Canadien Félix Auger-Aliassime qu'il revoit pour la première fois depuis leur finale à Madrid la saison dernière (7-5, 4-6, 7-65) pour disputer sa première finale de la saison en terre qatari. Opposé au Britannique Jack Draper, demi-finaliste du dernier US Open, il livre un nouveau gros combat en finale et prend le dessus au cours du troisième set (7-5, 5-7, 6-1) pour remporter son dix septième titre en carrière. Il rejoint avec deux trophées au palmarès l'Espagnol Roberto Bautista-Agut, Novak Djokovic, Andy Murray, Petr Korda et le Suédois Stefan Edberg. Fatigué, il est sorti de justesse d'entrée à Dubaï quelques jours plus tard par le qualifié Quentin Halys (6-3, 4-6, 65-7) qui à 28 ans sort son premier Top 10 en carrière, puis au deuxième tour d'Indian Wells par l'Italien Matteo Arnaldi (4-6, 5-7), sa plus mauvaise performance ici depuis sept ans. Il subit une troisième défaite consécutive à Miami, écarté par le Belge Zizou Bergs, auteur lui aussi de sa première victoire contre un membre du Top 10 (5-7, 4-6).
Il arrive à Monte-Carlo sans confiance, et affronte deux Français, le vétéran Gaël Monfils, ancien finaliste qu'il bat (6-4, 7-62) et le jeune Arthur Fils (2-6, 3-6) qui le sort et rallie son troisième quart de finale consécutif en Masters 1000. Il s'incline lors de son second match également à Barcelone contre le local Alejandro Davidovich Fokina, récent demi-finaliste du tournoi monégasque (5-7, 4-6) après avoir éliminé facilement le qualifié Jesper de Jong (6-1, 6-3). Tenant du titre à Madrid, il profite du forfait du vétéran Gaël Monfils mais s'incline dès son premier match contre le fantasque Alexander Bublik qui bat son premier Top 10 sur terre depuis cinq ans (4-6, 6-0, 4-6). Cette défaite éjecte le Russe hors du Top 10. Il se reprend juste avant le Grand Chelem parisien, à Hambourg en alignant plusieurs victoires sur le Bosniaque Damir Džumhur (6-4, 6-3), le jeune local Justin Engel (6-3, 7-5) et l'Italien Luciano Darderi (6-1, 3-6, 6-3). Il continue son parcours en écartant l'ancien Top 10 Félix Auger-Aliassime (6-1, 6-4) pour disputer sa deuxième finale de l'année contre Flavio Cobolli, titré à Bucarest. Favori, il est pourtant privé de titre par l'Italien (2-6, 4-6) qui remporte à cette occasion son premier tournoi 500 en carrière.
Il cède une manche d'entrée à Roland-Garros contre le Sud-Africain Lloyd Harris (6-4, 4-6, 6-3, 6-1), remporte son match contre Adam Walton (7-61, 6-1, 7-65) et profite du forfait du jeune local Arthur Fils pour accéder aux huitièmes de finale. Il est écarté sans soucis par le numéro un Jannik Sinner, vainqueur de l'Open d'Australie en début d'année (1-6, 3-6, 4-6). Revenant à Halle, il sort l'Autrichien Sebastian Ofner (6-3, 6-4) mais est battu de justesse par le terrien Tomás Martín Etcheverry (3-6, 7-64, 66-7). Il profite en juillet d'un tableau ouvert pour s'immiscer en deuxième semaine à Wimbledon, se jouant de Laslo Djere (6-0, 7-65, 69-7, 7-66), de nouveau de Lloyd Harris (61-7, 6-4, 7-65, 6-3) et du vétéran et qualifié Français Adrian Mannarino (7-5, 6-2, 6-3). Jouant le double tenant du titre et récent vainqueur de Roland-Garros Carlos Alcaraz, il fait jeu égal en début de match mais s'incline en quatre sets (7-65, 3-6, 4-6, 4-6). Il s'envole pour le Mexique disputer le tournoi de Los Cabos et remporte ses deux premiers matchs contre le modeste local Alex Hernández (6-3, 6-2), invité par les organisateurs et l'Américain Emilio Nava (5-7, 6-4, 6-3) mais est renversé en demi-finale par un autre Étasunien, Aleksandar Kovacevic qui rejoint sa deuxième finale de la saison après Montpellier en début d'année (6-3, 4-6, 4-6). Il rejoint les USA la semaine suivante mais perd dans la capitale dès son arrivée contre le jeune local Learner Tien (5-7, 2-6). Il obtient début août son meilleur résultat de la saison en Masters 1000 à l'Open du Canada, vainquant facilement le Français Hugo Gaston (6-2, 6-3) puis lâchant une manche contre Lorenzo Sonego (5-7, 6-4, 6-3) et profitant de l'abandon du récent finaliste de Washington, Alejandro Davidovich Fokina (63-7, 7-62, 3-0 ab.). Il est effacé en quart de finale par l'Américain Taylor Fritz, demi-finaliste récent à Wimbledon et numéro quatre mondial qu'il affronte pour la dixième fois en carrière (3-6, 64-7). Il parvient au même stade à Cincinnati, prenant sa revanche sur Learner Tien (7-6, 6-3) puis écartant difficilement l'Australien Alexei Popyrin (6-7, 7-6, 7-5) et enfin l'Argentin Francisco Comesaña (6-2, 6-3). Comme l'année passée il s'incline à ce stade et de nouveau face à Carlos Alcaraz (3-6, 6-4, 5-7).

## Palmarès

### Titres en simple messieurs
| 17 titres en simple | 0 G. Chelem | 0 G. Chelem | 0 G. Chelem | 0 G. Chelem | 0 Masters  | 0 Masters  | 0 Masters   | 0 Masters   | 2 Masters 1000 | 2 Masters 1000 | 2 Masters 1000 | 2 Masters 1000 | 6 ATP 500          | 6 ATP 500          | 6 ATP 500          | 6 ATP 500          | 9 ATP 250          | 9 ATP 250          | 9 ATP 250      | 9 ATP 250      | 0 JO           | 0 JO           | 0 JO           | 0 JO           |
| 17 titres en simple | 11 sur dur  | 11 sur dur  | 11 sur dur  | 11 sur dur  | 11 sur dur | 11 sur dur | 0 sur gazon | 0 sur gazon | 0 sur gazon    | 0 sur gazon    | 0 sur gazon    | 0 sur gazon    | 6 sur terre battue | 6 sur terre battue | 6 sur terre battue | 6 sur terre battue | 6 sur terre battue | 6 sur terre battue | 0 sur moquette | 0 sur moquette | 0 sur moquette | 0 sur moquette | 0 sur moquette | 0 sur moquette |

| No | Date       | Nom et lieu du tournoi                         | Catégorie    | Dotation    | Surface      | Finaliste             | Score          |          |
| -- | ---------- | ---------------------------------------------- | ------------ | ----------- | ------------ | --------------------- | -------------- | -------- |
| 1  | 17-07-2017 | Plava Laguna Croatia Open, Umag                | ATP 250      | 482 060 €   | Terre (ext.) | Paolo Lorenzi         | 6-4, 6-2       | Parcours |
| 2  | 14-10-2019 | VTB Kremlin Cup, Moscou                        | ATP 250      | 840 130 $   | Dur (int.)   | Adrian Mannarino      | 6-4, 6-0       | Parcours |
| 3  | 06-01-2020 | Qatar ExxonMobil Open, Doha                    | ATP 250      | 1 359 180 $ | Dur (ext.)   | Corentin Moutet       | 6-2, 7-63      | Parcours |
| 4  | 13-01-2020 | Adelaide International, Adélaïde               | ATP 250      | 546 355 $   | Dur (ext.)   | Lloyd Harris          | 6-3, 6-0       | Parcours |
| 5  | 21-09-2020 | Hamburg European Open, Hambourg                | ATP 500      | 1 062 520 € | Terre (ext.) | Stéfanos Tsitsipás    | 6-4, 3-6, 7-5  | Parcours |
| 6  | 12-10-2020 | St. Petersburg Open, Saint-Pétersbourg         | ATP 500      | 1 243 790 $ | Dur (int.)   | Borna Ćorić           | 7-65, 6-4      | Parcours |
| 7  | 26-10-2020 | Erste Bank Open, Vienne                        | ATP 500      | 1 409 510 € | Dur (int.)   | Lorenzo Sonego        | 6-4, 6-4       | Parcours |
| 8  | 01-03-2021 | ABN AMRO World Tennis Tournament, Rotterdam    | ATP 500      | 1 176 695 € | Dur (int.)   | Márton Fucsovics      | 7-64, 6-4      | Parcours |
| 9  | 14-02-2022 | Open 13 Provence, Marseille                    | ATP 250      | 545 200 €   | Dur (int.)   | Félix Auger-Aliassime | 7-5, 7-64      | Parcours |
| 10 | 21-02-2022 | Dubai Duty Free Tennis Championships, Dubaï    | ATP 500      | 2 794 840 $ | Dur (ext.)   | Jiří Veselý           | 6-3, 6-4       | Parcours |
| 11 | 18-04-2022 | Serbia Open, Belgrade                          | ATP 250      | 534 555 €   | Terre (ext.) | Novak Djokovic        | 6-2, 64-7, 6-0 | Parcours |
| 12 | 10-10-2022 | Gijon Open, Gijón                              | ATP 250      | 612 000 €   | Dur (int.)   | Sebastian Korda       | 6-2, 6-3       | Parcours |
| 13 | 09-04-2023 | Rolex Monte-Carlo Masters, Monaco              | Masters 1000 | 5 779 335 € | Terre (ext.) | Holger Rune           | 5-7, 6-2, 7-5  | Parcours |
| 14 | 17-07-2023 | Nordea Open, Båstad                            | ATP 250      | 562 815 €   | Terre (ext.) | Casper Ruud           | 7-63, 6-0      | Parcours |
| 15 | 01-01-2024 | Bank of China Hong Kong Tennis Open, Hong Kong | ATP 250      | 661 585 $   | Dur (ext.)   | Emil Ruusuvuori       | 6-4, 6-4       | Parcours |
| 16 | 24-04-2024 | Mutua Madrid Open, Madrid                      | Masters 1000 | 7 877 020 € | Terre (ext.) | Félix Auger-Aliassime | 4-6, 7-5, 7-5  | Parcours |
| 17 | 17-02-2025 | Qatar ExxonMobil Open, Doha                    | ATP 500      | 2 760 000 $ | Dur (ext.)   | Jack Draper           | 7-5, 5-7, 6-1  | Parcours |

### Finales en simple messieurs
| No | Date       | Nom et lieu du tournoi                               | Catégorie       | Dotation    | Surface      | Vainqueur            | Score                |          |
| -- | ---------- | ---------------------------------------------------- | --------------- | ----------- | ------------ | -------------------- | -------------------- | -------- |
| -  | 07-11-2017 | Next Gen ATP Finals, Milan                           | Next Gen Finals | 1 275 000 $ | Dur (int.)   | Chung Hyeon          | 35-4, 4-32, 4-2, 4-2 | Parcours |
| 1  | 01-01-2018 | Qatar ExxonMobil Open, Doha                          | ATP 250         | 1 286 675 $ | Dur (ext.)   | Gaël Monfils         | 6-2, 6-3             | Parcours |
| 2  | 22-07-2019 | Hambourg European Open, Hambourg                     | ATP 500         | 1 855 490 € | Terre (ext.) | Nikoloz Basilashvili | 7-5, 4-6, 6-3        | Parcours |
| 3  | 11-04-2021 | Rolex Monte-Carlo Masters, Monte-Carlo               | Masters 1000    | 2 082 960 € | Terre (ext.) | Stéfanos Tsitsipás   | 6-3, 6-3             | Parcours |
| 4  | 14-06-2021 | Noventi Open, Halle                                  | ATP 500         | 1 318 605 € | Gazon (ext.) | Ugo Humbert          | 6-3, 7-64            | Parcours |
| 5  | 15-08-2021 | Western & Southern Open, Cincinnati                  | Masters 1000    | 4 845 025 $ | Dur (ext.)   | Alexander Zverev     | 6-2, 6-3             | Parcours |
| 6  | 27-02-2023 | Dubaï Duty Free Tennis Championships, Dubaï          | ATP 500         | 2 855 495 $ | Dur (ext.)   | Daniil Medvedev      | 6-2, 6-2             | Parcours |
| 7  | 17-04-2023 | Srpska Open, Banja Luka                              | ATP 250         | 562 815 €   | Terre (ext.) | Dušan Lajović        | 6-3, 4-6, 6-4        | Parcours |
| 8  | 19-06-2023 | Terra Wortmann Open, Halle                           | ATP 500         | 2 195 175 € | Gazon (ext.) | Alexander Bublik     | 6-3, 3-6, 6-3        | Parcours |
| 9  | 04-10-2023 | Shanghai Rolex Masters, Shanghai                     | Masters 1000    | 8 800 000 $ | Dur (ext.)   | Hubert Hurkacz       | 6-3, 3-6, 7-68       | Parcours |
| 10 | 06-08-2024 | Omnium Banque National présenté par Rogers, Montréal | Masters 1000    | 6 795 555 $ | Dur (ext.)   | Alexei Popyrin       | 6-2, 6-4             | Parcours |
| 11 | 18-05-2025 | Hamburg Open, Hambourg                               | ATP 500         | 2 158 560 € | Terre (ext.) | Flavio Cobolli       | 6-2, 6-4             | Parcours |

### Titres en double messieurs
| No | Date       | Nom et lieu du tournoi               | Catégorie    | Dotation    | Surface      | Partenaire        | Finalistes                    | Score            |          |
| -- | ---------- | ------------------------------------ | ------------ | ----------- | ------------ | ----------------- | ----------------------------- | ---------------- | -------- |
| 1  | 19-10-2015 | Kremlin Cup by Bank of Moscow Moscou | ATP 250      | 698 325 $   | Dur (int.)   | Dmitri Toursounov | Radu Albot František Čermák   | 2-6, 6-1, [10-6] | Parcours |
| 2  | 08-03-2021 | Qatar ExxonMobil Open Doha           | ATP 250      | 1 050 570 $ | Dur (ext.)   | Aslan Karatsev    | Marcus Daniell Philipp Oswald | 7-5, 6-4         | Parcours |
| 3  | 14-02-2022 | Open 13 Provence Marseille           | ATP 250      | 545 200 €   | Dur (int.)   | Denys Molchanov   | Raven Klaasen Ben McLachlan   | 4-6, 7-5, [10-7] | Parcours |
| 4  | 26-04-2023 | Mutua Madrid Open Madrid             | Masters 1000 | 7 705 780 € | Terre (ext.) | Karen Khachanov   | Rohan Bopanna Matthew Ebden   | 6-3, 3-6, [10-3] | Parcours |

### Finales en double messieurs
| No | Date       | Nom et lieu du tournoi                        | Catégorie    | Dotation    | Surface    | Vainqueurs                          | Partenaire      | Score             |          |
| -- | ---------- | --------------------------------------------- | ------------ | ----------- | ---------- | ----------------------------------- | --------------- | ----------------- | -------- |
| 1  | 21-03-2018 | Miami Open presented by Itaú Miami            | Masters 1000 | 7 972 535 $ | Dur (ext.) | Bob Bryan Mike Bryan                | Karen Khachanov | 4-6, 7-65, [10-4] | Parcours |
| 2  | 28-10-2019 | Rolex Paris Masters Paris                     | Masters 1000 | 5 207 405 € | Dur (int.) | Pierre-Hugues Herbert Nicolas Mahut | Karen Khachanov | 6-4, 6-1          | Parcours |
| 3  | 07-10-2021 | BNP Paribas Open Indian Wells                 | Masters 1000 | 8 359 455 $ | Dur (ext.) | John Peers Filip Polášek            | Aslan Karatsev  | 6-3, 7-65         | Parcours |
| 4  | 30-12-2024 | Bank of China Hong Kong Tennis Open Hong Kong | ATP 250      | 680 140 $   | Dur (ext.) | Sander Arends Luke Johnson          | Karen Khachanov | 7-5, 4-6, [10-7]  | Parcours |

### Titre en double mixte
| No | Date       | Nom et lieu du tournoi | Catégorie     | Dotation | Surface    | Partenaire               | Finalistes                   | Score              |          |
| -- | ---------- | ---------------------- | ------------- | -------- | ---------- | ------------------------ | ---------------------------- | ------------------ | -------- |
| 1  | 28-07-2021 | Jeux olympiques Tokyo  | J. olympiques | NC $     | Dur (ext.) | Anastasia Pavlyuchenkova | Elena Vesnina Aslan Karatsev | 6-3, 65-7, [13-11] | Parcours |

## Parcours dans les tournois duGrand Chelem

### En simple
| Année | Open d'Australie | Open d'Australie | Internationaux de France | Internationaux de France | Wimbledon       | Wimbledon          | US Open         | US Open           |
| ----- | ---------------- | ---------------- | ------------------------ | ------------------------ | --------------- | ------------------ | --------------- | ----------------- |
| 2015  | —                | —                | —                        | —                        | —               | —                  | 1er tour (1/64) | Kevin Anderson    |
| 2016  | —                | —                | —                        | —                        | —               | —                  | —               | —                 |
| 2017  | 2e tour (1/32)   | Andy Murray      | 1er tour (1/64)          | D. Schwartzman           | 2e tour (1/32)  | A. Ramos-Viñolas   | 1/4 de finale   | Rafael Nadal      |
| 2018  | 3e tour (1/16)   | Grigor Dimitrov  | —                        | —                        | —               | —                  | 1er tour (1/64) | Jérémy Chardy     |
| 2019  | 1er tour (1/64)  | M. McDonald      | —                        | —                        | 2e tour (1/32)  | Sam Querrey        | 1/8 de finale   | Matteo Berrettini |
| 2020  | 1/8 de finale    | Alexander Zverev | 1/4 de finale            | Stéfanos Tsitsipás       | Annulé          | Annulé             | 1/4 de finale   | Daniil Medvedev   |
| 2021  | 1/4 de finale    | Daniil Medvedev  | 1er tour (1/64)          | Jan-Lennard Struff       | 1/8 de finale   | Márton Fucsovics   | 3e tour (1/16)  | Frances Tiafoe    |
| 2022  | 3e tour (1/16)   | Marin Čilić      | 1/4 de finale            | Marin Čilić              | —               | —                  | 1/4 de finale   | Frances Tiafoe    |
| 2023  | 1/4 de finale    | Novak Djokovic   | 3e tour (1/16)           | Lorenzo Sonego           | 1/4 de finale   | Novak Djokovic     | 1/4 de finale   | Daniil Medvedev   |
| 2024  | 1/4 de finale    | Jannik Sinner    | 3e tour (1/16)           | Matteo Arnaldi           | 1er tour (1/64) | Francisco Comesaña | 1/8 de finale   | Grigor Dimitrov   |
| 2025  | 1er tour (1/64)  | João Fonseca     | 1/8 de finale            | Jannik Sinner            | 1/8 de finale   | Carlos Alcaraz     |                 |                   |

N.B. : à droite du résultat se trouve le nom de l'ultime adversaire.

### En double messieurs
| Année | Open d'Australie                                                                        | Open d'Australie | Internationaux de France | Internationaux de France | Wimbledon | Wimbledon                                                                                 | US Open                                                                                 | US Open |
| ----- | --------------------------------------------------------------------------------------- | ---------------- | ------------------------ | ------------------------ | --------- | ----------------------------------------------------------------------------------------- | --------------------------------------------------------------------------------------- | ------- |
| 2017  | —                                                                                       | —                | —                        | —                        | —         | —                                                                                         | 1/8 de finale K. Khachanov \|\| style="text-align:left;" \| J. Benneteau Roger-Vasselin |         |
| 2018  | 1er tour (1/32) M. Elgin \|\| style="text-align:left;" \| Max Purcell Luke Saville      | —                | —                        | —                        | —         | —                                                                                         | —                                                                                       |         |
| 2019  | 2e tour (1/16) R. Carballés \|\| style="text-align:left;" \| L. Mayer João Sousa        | —                | —                        | —                        | —         | 1er tour (1/32) M. Kukushkin \|\| style="text-align:left;" \| Oliver Marach Jürgen Melzer |                                                                                         |         |
| 2020  | 1er tour (1/32) A. Vasilevski \|\| style="text-align:left;" \| Max Purcell Luke Saville | —                | —                        | Annulé                   | Annulé    | —                                                                                         | —                                                                                       |         |

N.B. : le nom du partenaire se trouve sous le résultat ; les noms des ultimes adversaires se trouvent à droite.

### En double mixte
| Année | Open d'Australie | Open d'Australie | Internationaux de France | Internationaux de France | Wimbledon | Wimbledon | US Open                                                                          | US Open |
| ----- | ---------------- | ---------------- | ------------------------ | ------------------------ | --------- | --------- | -------------------------------------------------------------------------------- | ------- |
| 2025  | —                | —                | —                        | —                        | —         | —         | 1/4 de finale K. Muchová \|\| style="text-align:left;" \| S. Errani A. Vavassori |         |

N.B. : le nom du partenaire se trouve sous le résultat ; les noms des ultimes adversaires se trouvent à droite.

## Parcours auMasters
| Année | Lieu    | Résultat    | Tour           | Adversaires                                                   | Victoire / Défaite                | Scores                                          |
| ----- | ------- | ----------- | -------------- | ------------------------------------------------------------- | --------------------------------- | ----------------------------------------------- |
| 2020  | Londres | Round Robin | RR             | Rafael Nadal Stéfanos Tsitsipás Dominic Thiem                 | Défaite Victoire                  | 3-6, 4-6 1-6, 6-4, 66-7 6-2, 7-5                |
| 2021  | Turin   | Round Robin | RR             | Stéfanos Tsitsipás Novak Djokovic Casper Ruud                 | Victoire Défaite                  | 6-4, 6-4 3-6, 2-6 6-2, 5-7, 65-7                |
| 2022  | Turin   | Demi-finale | RR Demi-Finale | Daniil Medvedev Novak Djokovic Stéfanos Tsitsipás Casper Ruud | Victoire Défaite Victoire Défaite | 67-7, 6-3, 7-67 4-6, 1-6 3-6, 6-3, 6-2 2-6, 4-6 |
| 2023  | Turin   | Round Robin | RR             | Daniil Medvedev Carlos Alcaraz Alexander Zverev               | Défaite                           | 4-6, 2-6 5-7, 2-6 4-6, 4-6                      |
| 2024  | Turin   | Round Robin | RR             | Alexander Zverev Carlos Alcaraz Casper Ruud                   | Défaite                           | 4-6, 4-6 3-6, 68-7 4-6, 7-5, 2-6                |

## Parcours dans lesMasters 1000
| Année | Indian Wells            | Miami                   | Monte-Carlo             | Madrid                     | Rome                      | Canada                 | Cincinnati                | Shanghai                | Paris                     |
| ----- | ----------------------- | ----------------------- | ----------------------- | -------------------------- | ------------------------- | ---------------------- | ------------------------- | ----------------------- | ------------------------- |
| 2015  | —                       | 2e tour J. Isner        | —                       | —                          | —                         | —                      | —                         | —                       | —                         |
| 2016  | —                       | 1er tour Í. Cervantes   | 1er tour A. Zverev      | —                          | —                         | —                      | —                         | —                       | —                         |
| 2017  | —                       | 2e tour T. Berdych      | —                       | —                          | —                         | —                      | —                         | 2e tour J. M. del Potro | 1er tour F. Verdasco      |
| 2018  | 2e tour T. Fritz        | 2e tour V. Pospisil     | 2e tour D. Thiem        | —                          | —                         | 1er tour E. Donskoy    | 1er tour K. Nishikori     | 1er tour R. Bautista    | —                         |
| 2019  | 3e tour K. Khachanov    | 3e tour D. Shapovalov   | 1er tour F. Fognini     | —                          | —                         | —                      | 1/4 de finale D. Medvedev | 1/8 de finale A. Zverev | 1er tour J.-W. Tsonga     |
| 2020  | n.o.                    | n.o.                    | n.o.                    | n.o.                       | 2e tour H. Hurkacz        | n.o.                   | 1er tour D. Evans         | n.o.                    | 1/8 de finale S. Wawrinka |
| 2021  | 3e tour T. Paul         | 1/2 finale H. Hurkacz   | Finale S. Tsitsipás     | 1/8 de finale J. Isner     | 1/4 de finale L. Sonego   | 1/8 de finale J. Isner | Finale A. Zverev          | n.o.                    | 2e tour T. Fritz          |
| 2022  | 1/2 finale T. Fritz     | 2e tour N. Kyrgios      | 1/8 de finale J. Sinner | 1/4 de finale S. Tsitsipás | 2e tour F. Krajinović     | 2e tour D. Evans       | 1/8 de finale T. Fritz    | n.o.                    | 1/8 de finale H. Rune     |
| 2023  | 1/8 de finale C. Norrie | 1/8 de finale J. Sinner | Victoire H. Rune        | 1/8 de finale K. Khachanov | 1/8 de finale Y. Hanfmann | 2e tour M. McDonald    | 2e tour E. Ruusuvuori     | Finale H. Hurkacz       | 1/2 finale N. Djokovic    |
| 2024  | 3e tour J. Lehečka      | 2e tour T. Macháč       | 2e tour A. Popyrin      | Victoire F. Auger          | 3e tour A. Müller         | Finale A. Popyrin      | 1/4 de finale J. Sinner   | 2e tour J. Menšík       | 2e tour F. Cerúndolo      |
| 2025  | 2e tour M. Arnaldi      | 2e tour Z. Bergs        | 1/8 de finale A. Fils   | 3e tour A. Bublik          | 2e tour F. Marozsán       | 1/4 de finale T. Fritz | 1/4 de finale C. Alcaraz  |                         |                           |

N.B. : sous le résultat se trouve le nom de l’ultime adversaire.

## Confrontations avec ses principaux adversaires
Confrontations lors des différents tournois ATP et en Coupe Davis avec ses principaux adversaires (5 confrontations minimum et avoir été membre du top 10). Classement par pourcentage de victoires. Situation au 16 août 2025 :
| Joueur                | Meilleur classement | Confrontations | Victoires | Défaites | Pourcentage de victoires | Dernière confrontation                                   |
| --------------------- | ------------------- | -------------- | --------- | -------- | ------------------------ | -------------------------------------------------------- |
| Novak Djokovic        | 1                   | 6              | 1         | 5        | 16,7                     | défaite (7-5, 63-7, 5-7) au tournoi de Paris-Bercy 2023  |
| Carlos Alcaraz        | 1                   | 5              | 1         | 4        | 20                       | défaite (3-6, 6-4, 5-7) au Masters de Cincinnati 2025    |
| Daniil Medvedev       | 1                   | 9              | 2         | 7        | 22,2                     | défaite (4-6, 2-6) au Masters 2023                       |
| Jannik Sinner         | 1                   | 10             | 3         | 7        | 30                       | défaite (1-6, 3-6, 4-6) à Roland-Garros 2025             |
| Alexander Zverev      | 2                   | 10             | 3         | 7        | 30                       | défaite (4-6, 4-6) au Masters 2024                       |
| Hubert Hurkacz        | 6                   | 6              | 2         | 4        | 33,3                     | défaite (7-65, 3-6, 4-6) au tournoi de Rotterdam 2025    |
| Taylor Fritz          | 4                   | 9              | 3         | 6        | 33,3                     | défaite (3-6, 64-7) au Masters du Canada 2025            |
| Matteo Berrettini     | 6                   | 5              | 2         | 3        | 40                       | victoire (4-6, 6-3, 6-3, 6-3) à l'US Open 2020           |
| Karen Khachanov       | 8                   | 5              | 2         | 3        | 40                       | défaite (68-7, 4-6) au Masters de Madrid 2023            |
| Stanislas Wawrinka    | 3                   | 5              | 2         | 3        | 40                       | défaite (65-7, 65-7) au tournoi de Stockholm 2024        |
| Stéfanos Tsitsipás    | 3                   | 11             | 5         | 6        | 45,5                     | victoire (3-6, 6-3, 6-2) au Masters 2022                 |
| Roberto Bautista-Agut | 9                   | 8              | 4         | 4        | 50                       | défaite (6-4, 3-6, 4-6) au tournoi d'Adélaïde 2023       |
| Grigor Dimitrov       | 3                   | 8              | 4         | 4        | 50                       | défaite (3-6, 63-7, 6-1, 6-3, 3-6) à l'US Open 2024      |
| Fabio Fognini         | 9                   | 11             | 6         | 5        | 54,5                     | victoire (67-7, 7-63, 6-2) au Masters de Cincinnati 2022 |
| Marin Čilić           | 3                   | 7              | 4         | 3        | 57,1                     | défaite (7-5, 3-6, 4-6, 6-3, 62-7) à Roland-Garros 2022  |
| Alex de Minaur        | 6                   | 7              | 4         | 3        | 57,1                     | victoire (6-1, 3-6, 7-68) au tournoi de Doha 2025        |
| Denis Shapovalov      | 10                  | 5              | 3         | 2        | 60                       | victoire (6-4, 2-6, 63-7, 6-4, 7-67) à l'US Open 2022    |
| Casper Ruud           | 2                   | 8              | 5         | 3        | 62,5                     | défaite (4-6, 7-5, 2-6) au Masters 2024                  |
| Dominic Thiem         | 3                   | 7              | 5         | 2        | 71,4                     | victoire (6-3, 6-4, 6-2) à l'Open d'Australie 2023       |
| Tommy Paul            | 8                   | 6              | 5         | 1        | 83,3                     | victoire (7-5, 7-5) au Masters de Shanghai 2023          |
| Félix Auger-Aliassime | 6                   | 8              | 7         | 1        | 87,5                     | victoire (6-1, 6-4) au tournoi de Hambourg 2025          |

Ce bilan ne prend pas en compte les confrontations en qualifications, en Challenger, Futures, ou durant le parcours junior des joueurs :
- Victoire contre Taylor Fritz au Round Robin du Next Generation ATP Finals 2018 (4-2, 1-4, 34-4, 4-32, 4-2).
- Défaite contre Alex de Minaur au Round Robin du Next Generation ATP Finals 2018 (1-4, 4-35, 1-4, 2-4).

## Victoires sur le top 10
Toutes ses victoires sur des joueurs classés dans le top 10 de l'ATP lors de la rencontre.
| Légende      |
| Grand Chelem |
| Masters      |
| Masters 1000 |
| 500 Series   |
| 250 Series   |
| Coupe Davis  |

| #  | A.R.  | Tournoi          | Année | Surface      | Adversaire            | Rang  | Tour   | Score                     |
| -- | ----- | ---------------- | ----- | ------------ | --------------------- | ----- | ------ | ------------------------- |
| 1  | no 53 | US Open          | 2017  | Dur          | Grigor Dimitrov       | no 9  | 1/32   | 7-5, 7-63, 6-3            |
| 2  | no 78 | Hambourg         | 2019  | Terre battue | Dominic Thiem         | no 4  | 1/4    | 7-63, 7-65                |
| 3  | no 70 | Cincinnati       | 2019  | Dur          | Roger Federer         | no 3  | 1/8    | 6-3, 6-4                  |
| 4  | no 43 | US Open          | 2019  | Dur          | Stéfanos Tsitsipás    | no 8  | 1/64   | 6-4, 65-7, 7-67, 7-5      |
| 5  | no 23 | Coupe Davis      | 2019  | Dur (int.)   | Roberto Bautista-Agut | no 9  | Poules | 3-6, 6-3, 7-60            |
| 6  | no 14 | US Open          | 2020  | Dur          | Matteo Berrettini     | no 8  | 1/8    | 4-6, 6-3, 6-3, 6-3        |
| 7  | no 14 | Hambourg         | 2020  | Terre battue | Stéfanos Tsitsipás    | no 6  | Finale | 6-4, 3-6, 7-5             |
| 8  | no 8  | Vienne           | 2020  | Dur (int.)   | Dominic Thiem         | no 3  | 1/4    | 7-65, 6-2                 |
| 9  | no 8  | Masters          | 2020  | Dur (int.)   | Dominic Thiem         | no 3  | Poules | 6-2, 7-5                  |
| 10 | no 8  | Rotterdam        | 2021  | Dur (int.)   | Stéfanos Tsitsipás    | no 6  | 1/2    | 6-3, 7-62                 |
| 11 | no 8  | Monte-Carlo      | 2021  | Terre battue | Rafael Nadal          | no 3  | 1/4    | 6-2, 4-6, 6-2             |
| 12 | no 7  | Cincinnati       | 2021  | Dur          | Daniil Medvedev       | no 2  | 1/2    | 2-6, 6-3, 6-3             |
| 13 | no 5  | Masters          | 2021  | Dur (int.)   | Stéfanos Tsitsipás    | no 4  | Poules | 6-4, 6-4                  |
| 14 | no 7  | Marseille        | 2022  | Dur (int.)   | Félix Auger-Aliassime | no 9  | Finale | 7-5, 7-64                 |
| 15 | no 8  | Belgrade         | 2022  | Terre battue | Novak Djokovic        | no 1  | Finale | 6-2, 64-7, 6-0            |
| 16 | no 11 | US Open          | 2022  | Dur          | Cameron Norrie        | no 9  | 1/8    | 6-4, 6-4, 6-4             |
| 17 | no 7  | Masters          | 2022  | Dur (int.)   | Daniil Medvedev       | no 5  | Poules | 67-7, 6-3, 7-67           |
| 18 | no 7  | Masters          | 2022  | Dur (int.)   | Stéfanos Tsitsipás    | no 3  | Poules | 3-6, 6-3, 6-2             |
| 19 | no 6  | Open d'Australie | 2023  | Dur          | Holger Rune           | no 10 | 1/8    | 6-3, 3-6, 6-3, 4-6, 7-69  |
| 20 | no 6  | Monte-Carlo      | 2023  | Terre battue | Taylor Fritz          | no 10 | 1/2    | 5-7, 6-1, 6-3             |
| 21 | no 6  | Monte-Carlo      | 2023  | Terre battue | Holger Rune           | no 9  | Finale | 5-7, 6-2, 7-5             |
| 22 | no 7  | Båstad           | 2023  | Terre battue | Casper Ruud           | no 4  | Finale | 7-63, 6-0                 |
| 23 | no 5  | Vienne           | 2023  | Dur (int.)   | Alexander Zverev      | no 9  | 1/4    | 6-1, 65-7, 6-3            |
| 24 | no 5  | Open d'Australie | 2024  | Dur          | Alex de Minaur        | no 10 | 1/8    | 6-4, 65-7, 64-7, 6-3, 6-0 |
| 25 | no 8  | Madrid           | 2024  | Terre battue | Carlos Alcaraz        | no 3  | 1/4    | 4-6, 6-3, 6-2             |
| 26 | no 8  | Montréal         | 2024  | Dur          | Jannik Sinner         | no 1  | 1/4    | 6-3, 1-6, 6-2             |
| 27 | no 10 | Doha             | 2025  | Dur          | Alex de Minaur        | no 8  | 1/4    | 6-1, 3-6, 7-68            |

## Classements ATP en fin de saison
| Année          | 2013 | 2014 | 2015 | 2016 | 2017 | 2018 | 2019 | 2020 | 2021 | 2022 | 2023 | 2024 |
| Rang en simple | 808  | 517  | 174  | 156  | 39   | 68   | 23   | 8    | 5    | 8    | 5    | 8    |
| Rang en double | 1406 | 439  | 129  | 425  | 315  | 129  | 75   | 81   | 74   | 117  | 46   | 336  |

Source : (en) Classements de Andrey Rublev sur le site officiel de la Fédération internationale de tennis